# Perodua Myvi
Perodua Myvi — субкомпактный автомобиль, выпускаемый с 2005 года малайзийским автопроизводителем Perodua на базе Daihatsu Boon (также известном как Daihatsu Sirion, Toyota Passo и Subaru Justy). Название «Myvi» происходит от слов «My Vehicle», «My Vision» и «Malaysian Vision».

## Первое поколение (M300; 2005)
Perodua Myvi, запущенный в производство 25 мая 2005 года, стал первым хетчбэком сегмента B, выпускающимся компанией Perodua. В значительной степени автомобиль выпускался на базе первого поколения Daihatsu Boon/Sirion. Ранее компания Perodua выпускала, в основном, автомобили сегмента A на базе кей-каров Daihatsu. Компания Perodua хотела, чтобы Myvi была нишевой моделью на массовом рынке, где в то время доминировали седаны. Ожидалось, что ежемесячно будет продаваться 4000 моделей Myvi. К августу 2005 года было заказано 52000 автомобилей Perodua Myvi, что составляло около 10 процентов от годовых продаж автомобилей в Малайзии, в то время как компания Perodua смогла поставить около 10000 моделей. Ко второй половине 2006 года заказы составили, в среднем, 7000 единиц в месяц.
Perodua Myvi (M300) выпускался в пяти комплектациях: 1.0SR (с пятиступенчатой механической трансмиссией), 1.3SX (с пятиступенчатой механической трансмиссией), 1.3EZ (с четырёхступенчатой автоматической трансмиссией), 1.3SXi (с пятиступенчатой механической трансмиссией) и 1.3EZi «Premium» (с четырёхступенчатой автоматической трансмиссией). В движение автомобиль приводился 1,0-литровым двигателем EJ-VE I3 или 1,3-литровым двигателем K3-VE I4, в каждом из которых применяются системы динамического изменения фаз газораспределения (DVVT) и электронный впрыск топлива (EFI). Двигатели выпускались в Серенде (Serendah).
22 августа 2008 года автомобиль прошёл рестайлинг.

### Двигатели
| Модель | Годы производства | Конфигурация | Объём    | Мощность                            | Крутящий момент         | 0—100 км/ч (0—62 миль/ч)          | Максимальная скорость           | Трансмиссия               |
| ------ | ----------------- | ------------ | -------- | ----------------------------------- | ----------------------- | --------------------------------- | ------------------------------- | ------------------------- |
| EJ-VE  | 2005—2011         | I3           | 989 см3  | 43 кВт (57,7 л. с.) при 6000 об/мин | 88 Н⋅м при 3600 об/мин  | 13,5 сек.                         | 160 км/ч                        | 5-скор. МКПП              |
| K3-VE  | 2005—2011         | I4           | 1298 см3 | 64 кВт (85,8 л. с.) при 6000 об/мин | 116 Н⋅м при 3200 об/мин | 10,9 сек. (МКПП) 12,5 сек. (АКПП) | 170 км/ч (МКПП) 164 км/ч (АКПП) | 5-скор. МКПП 4-скор. АКПП |

### Галерея

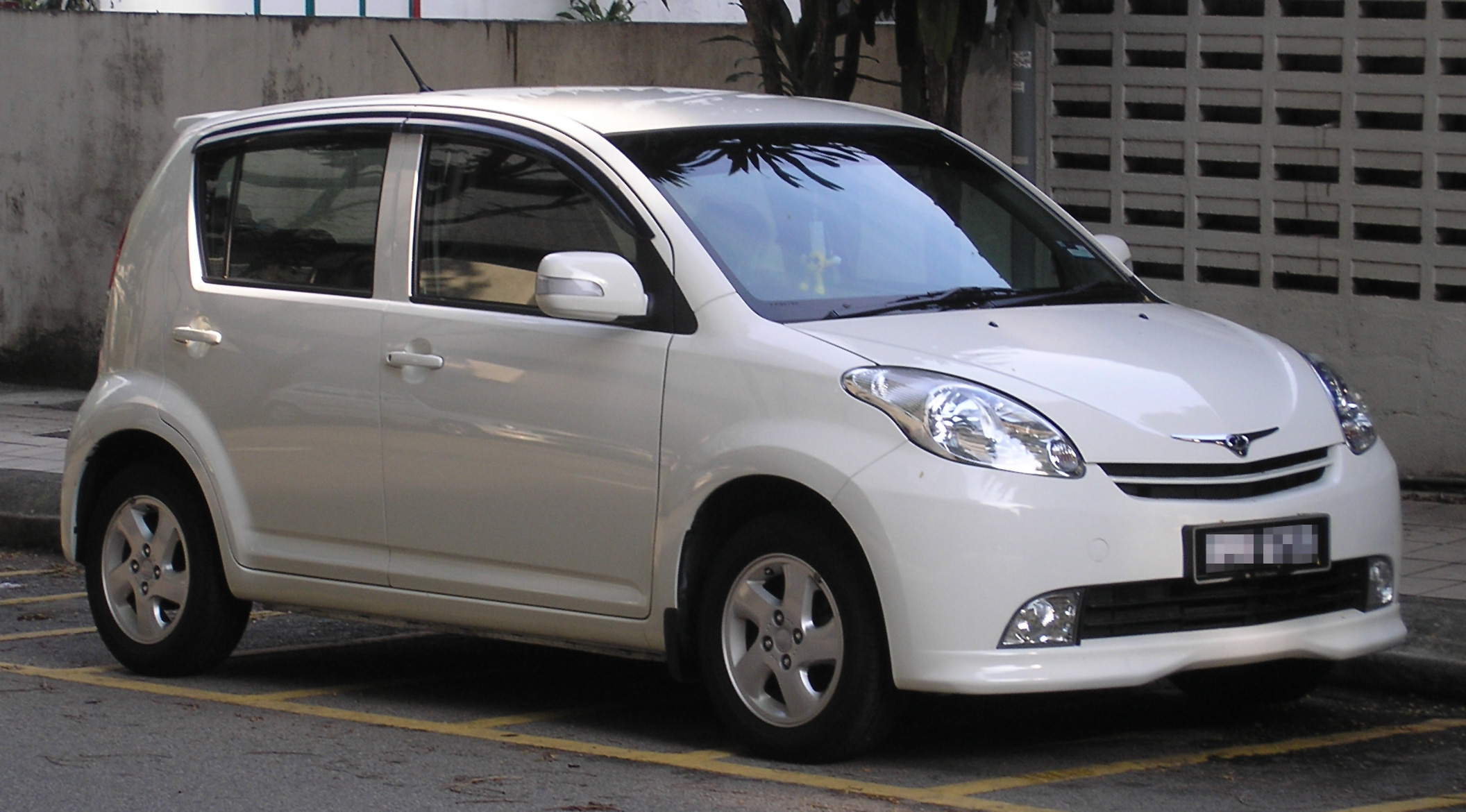
2005—2008 Myvi
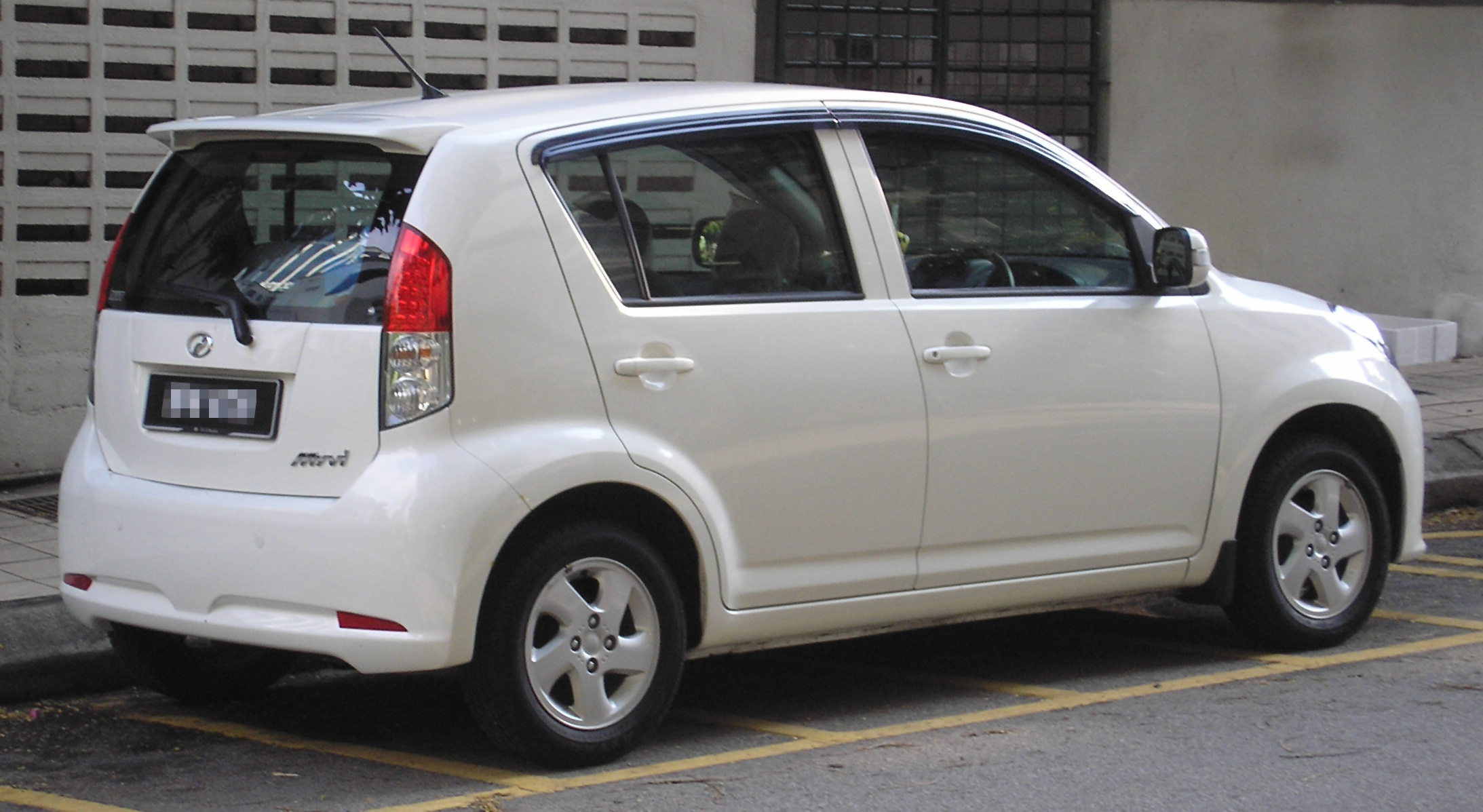
2005—2008 Myvi
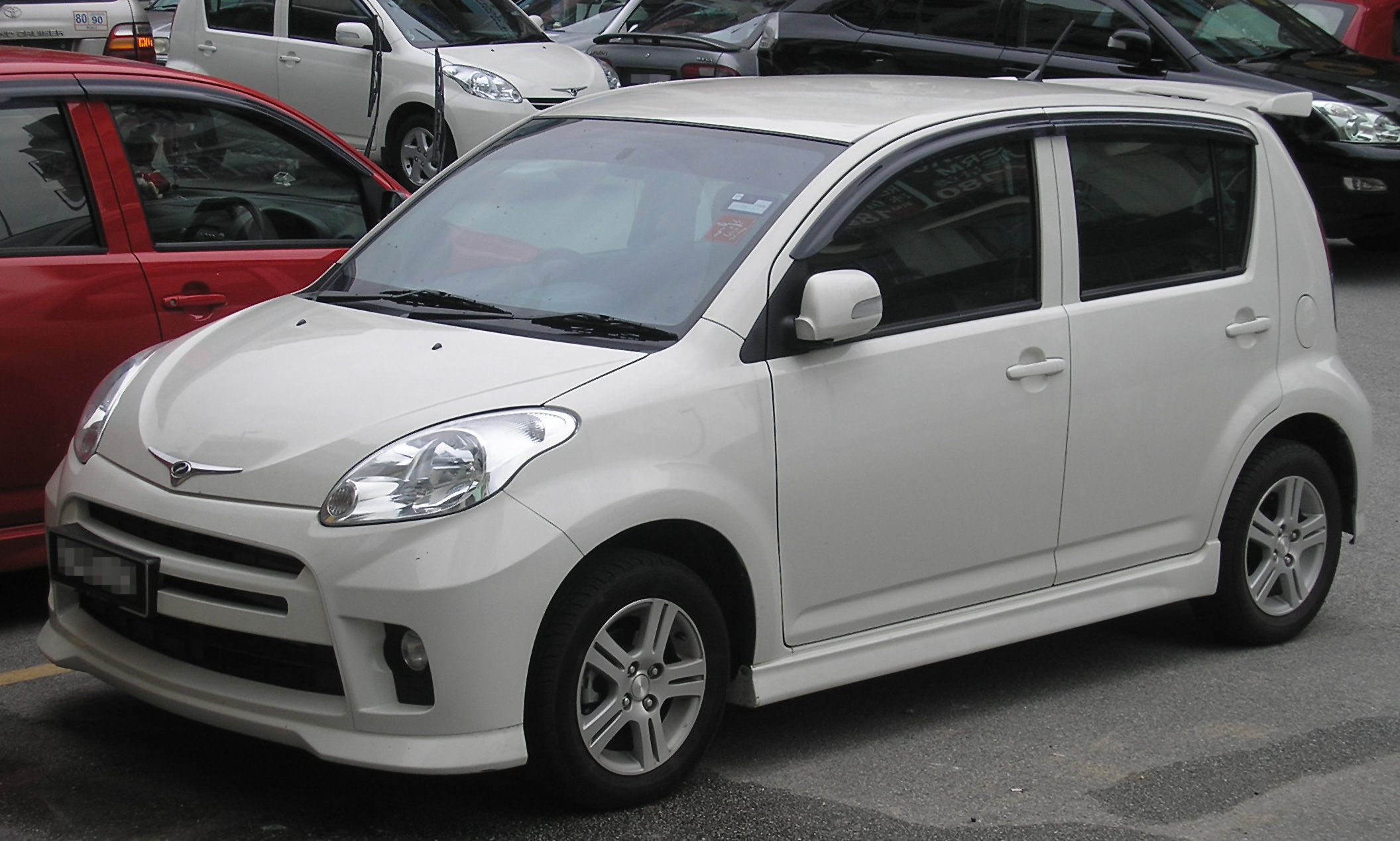
2007—2008 Myvi SE
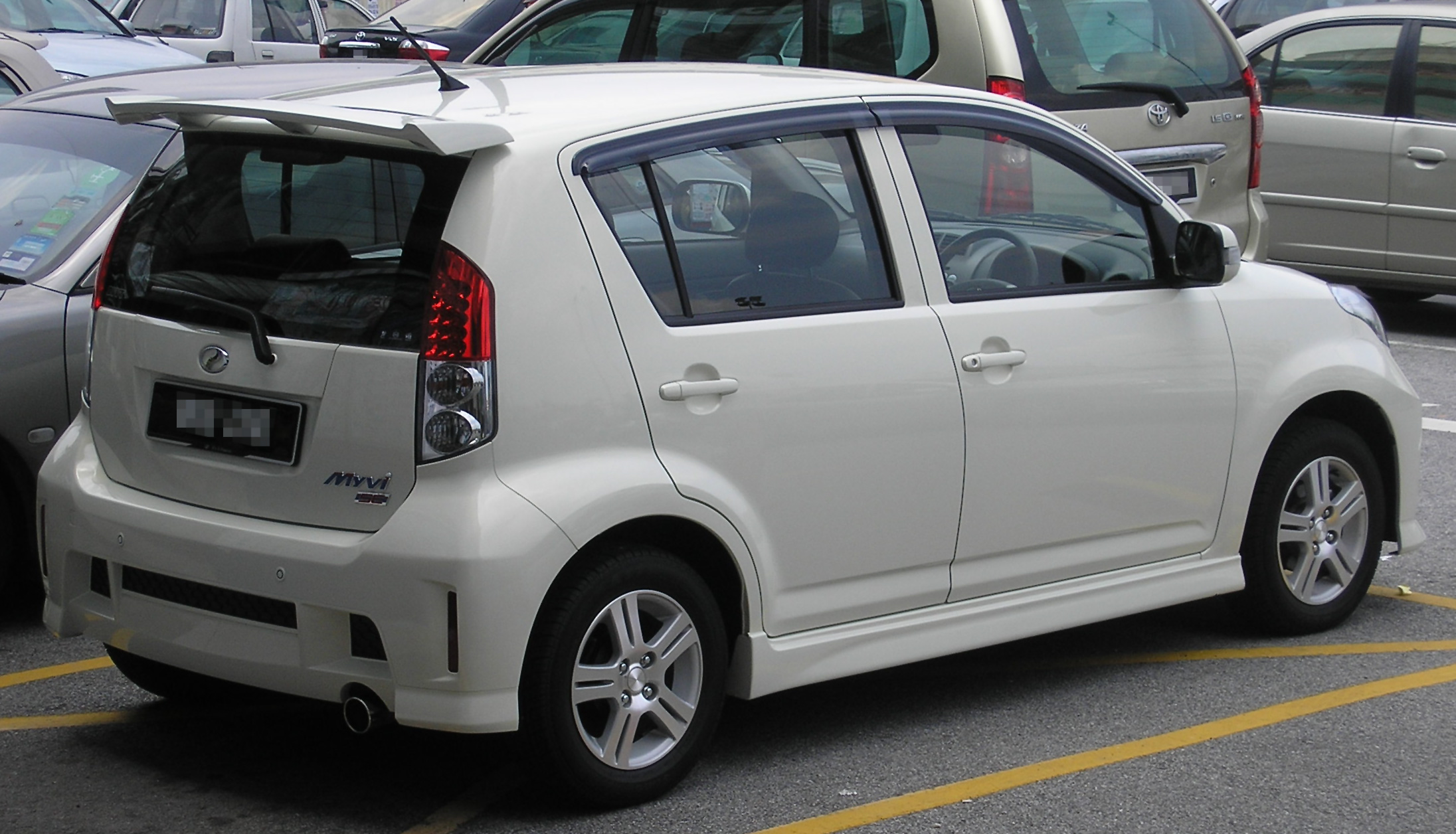
2007—2008 Myvi SE
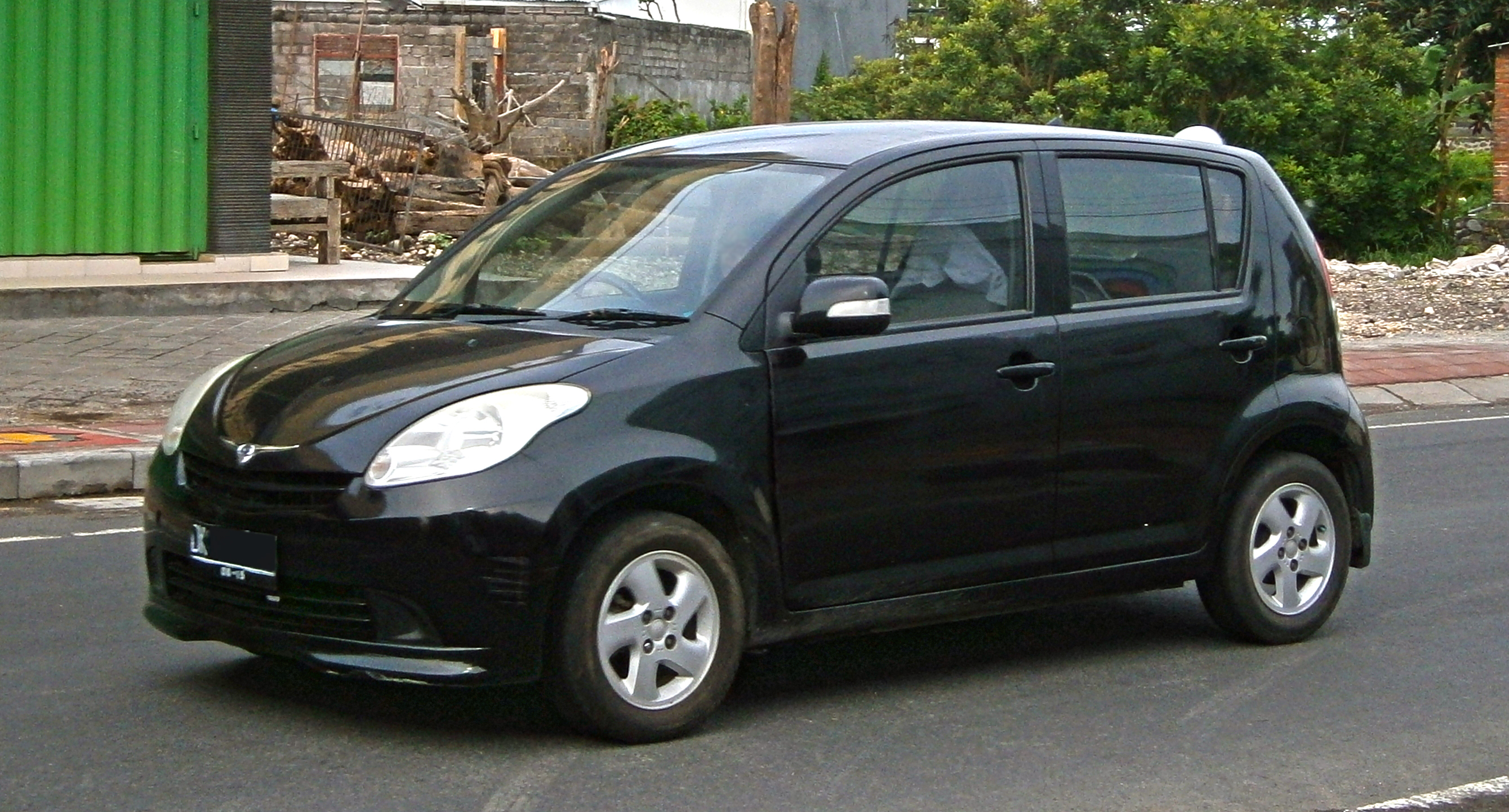
2007—2008 Daihatsu Sirion в Индонезии
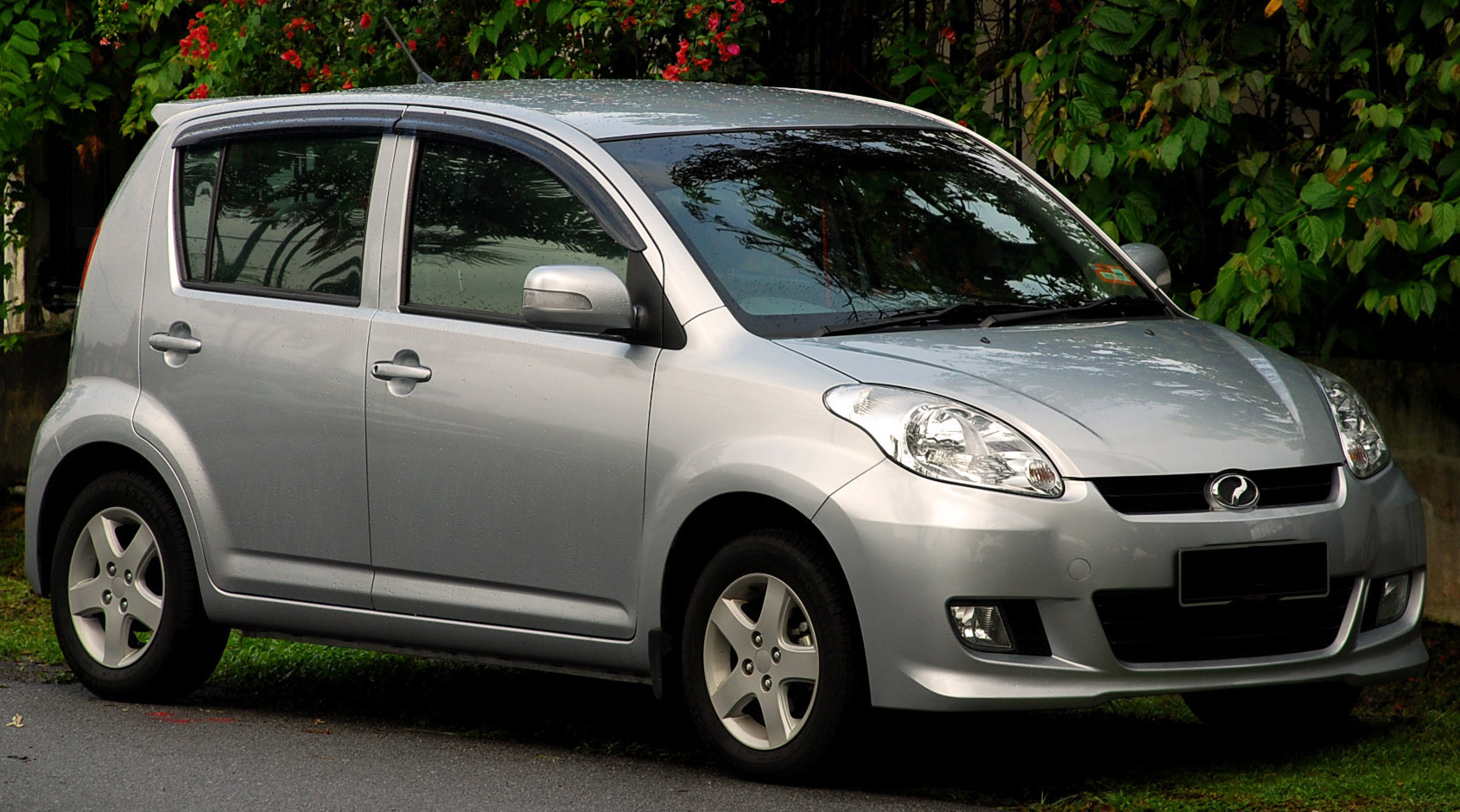
2008 Myvi
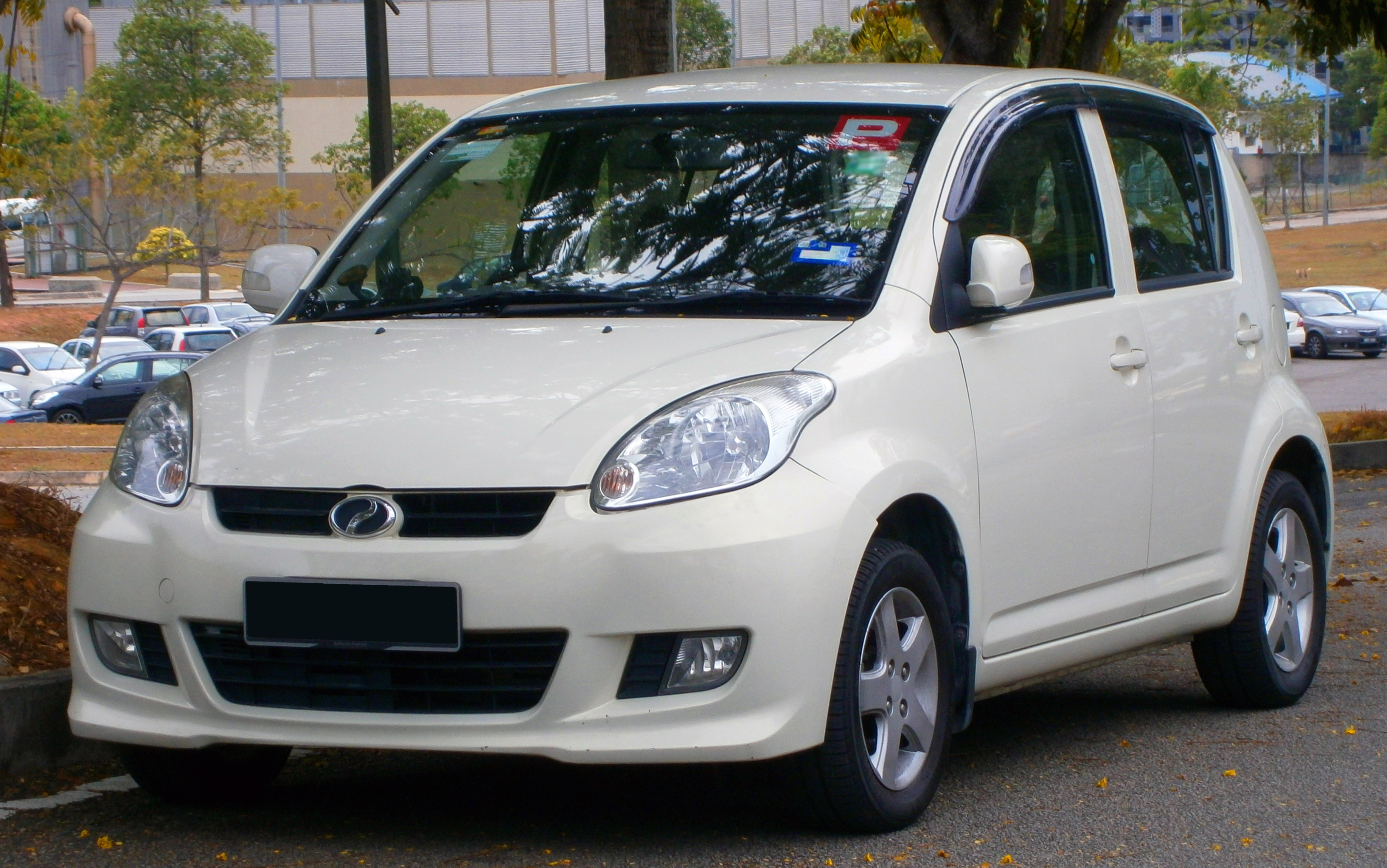
2008—2011 Myvi Standard
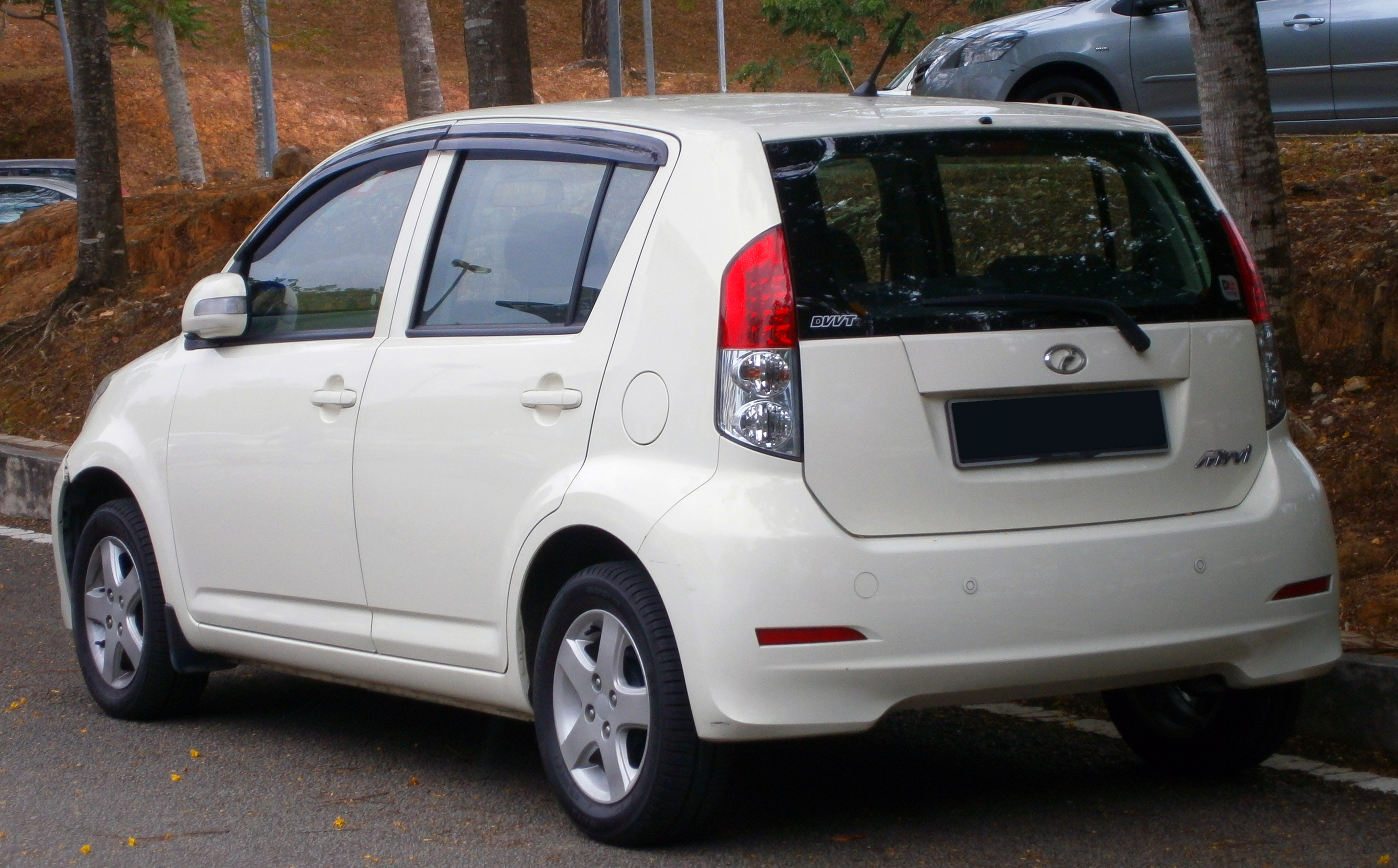
2008—2011 Myvi Standard
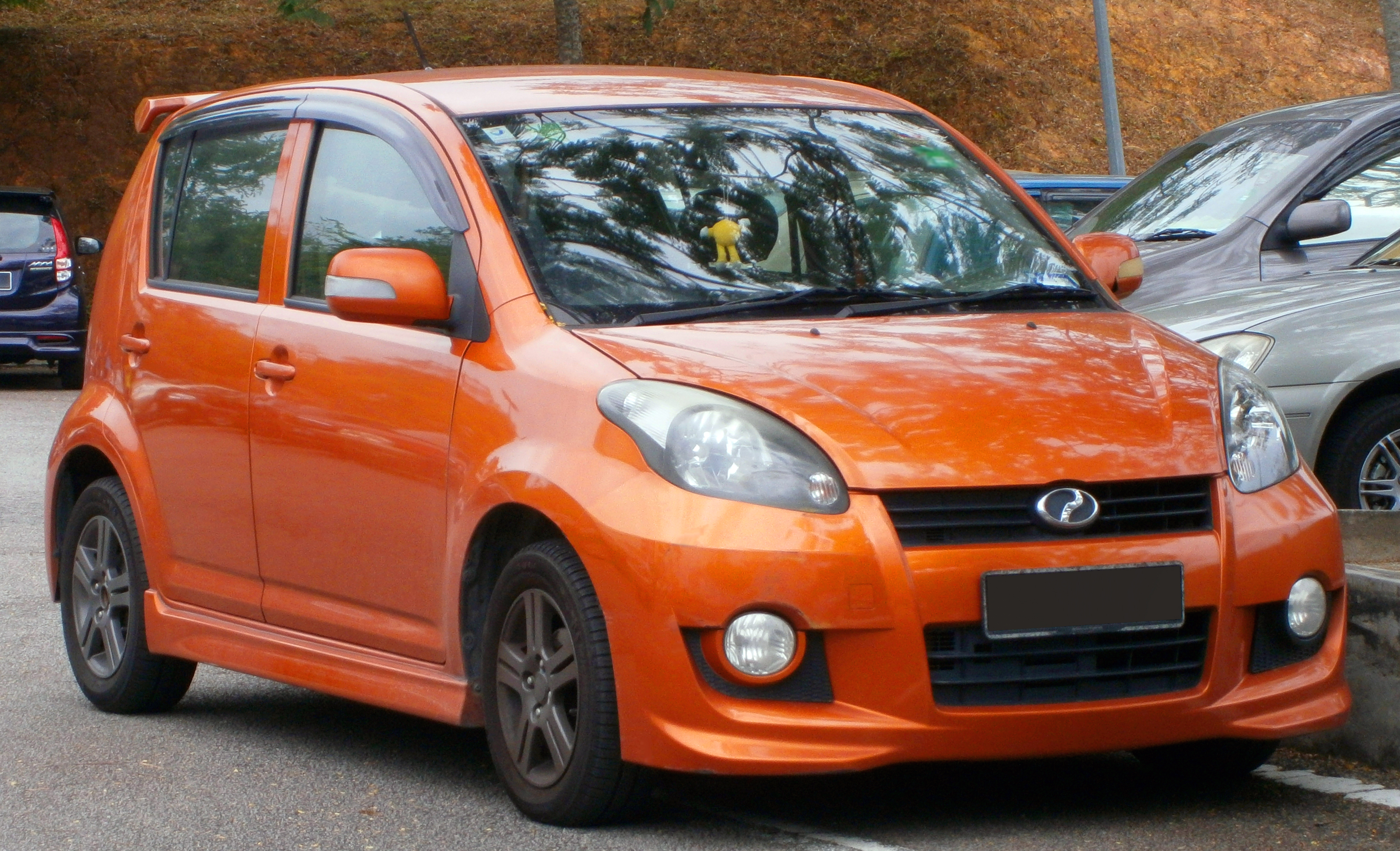
2008—2011 Myvi SE
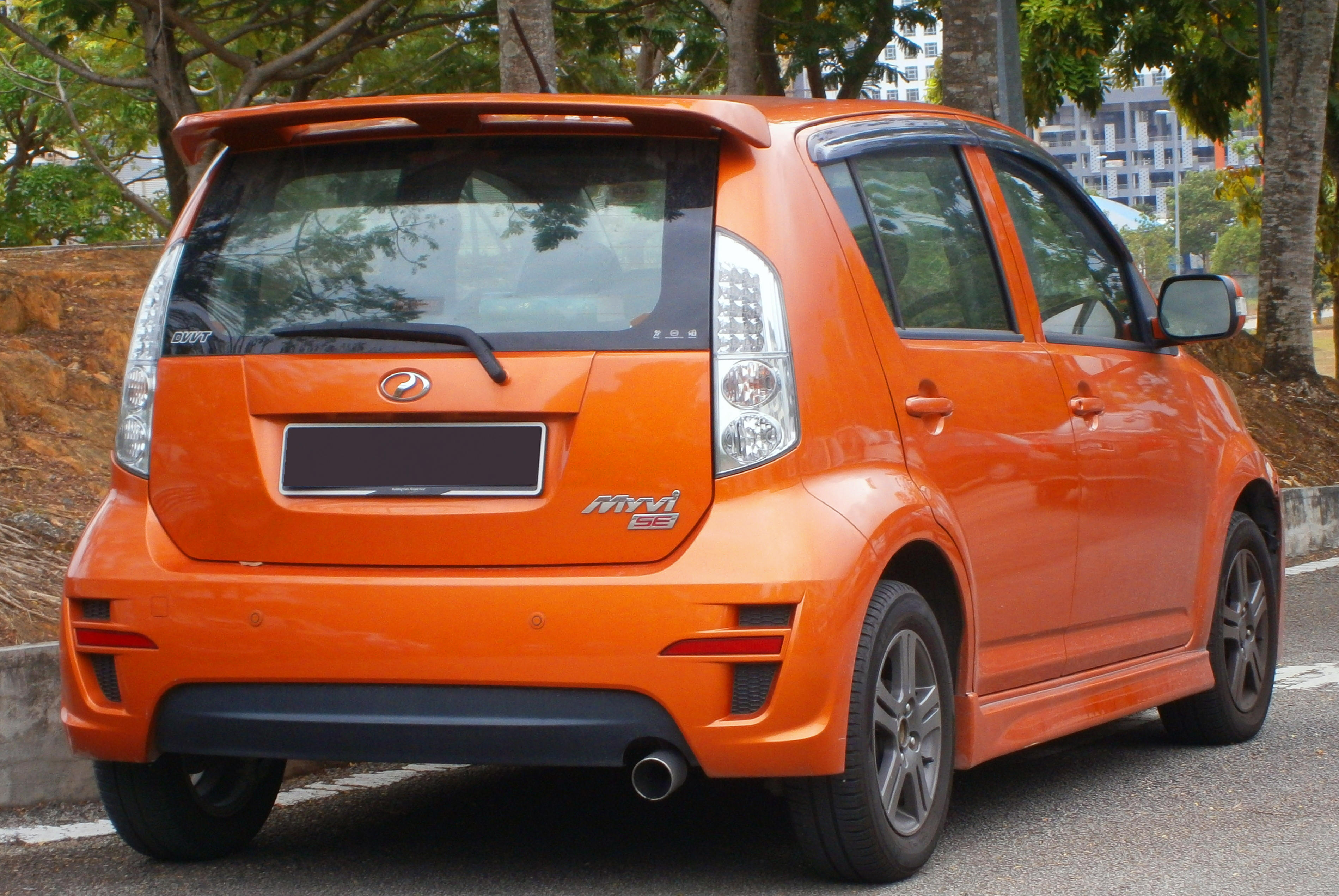
2008—2011 Myvi SE
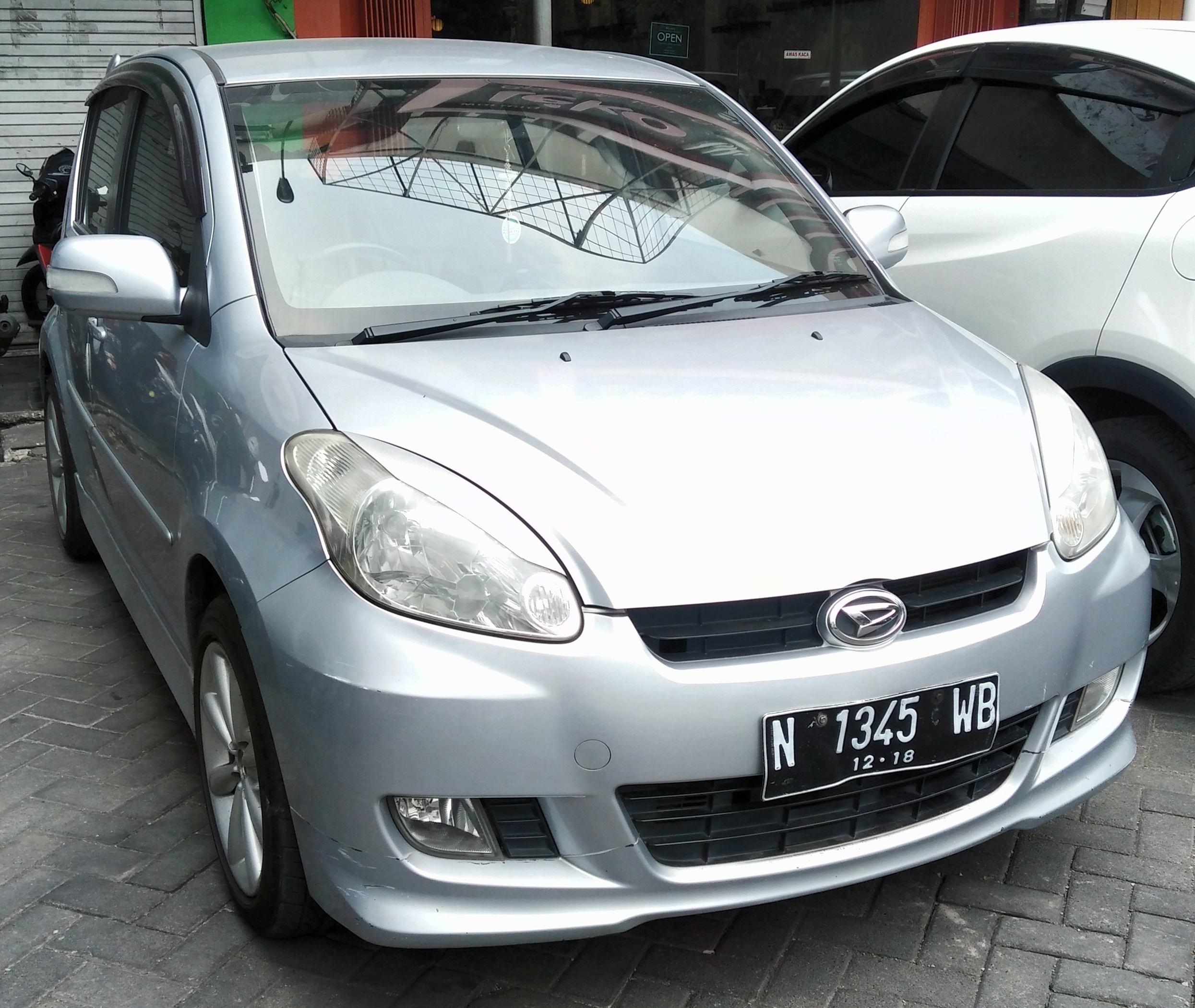
2008—2011 Daihatsu Sirion в Индонезии
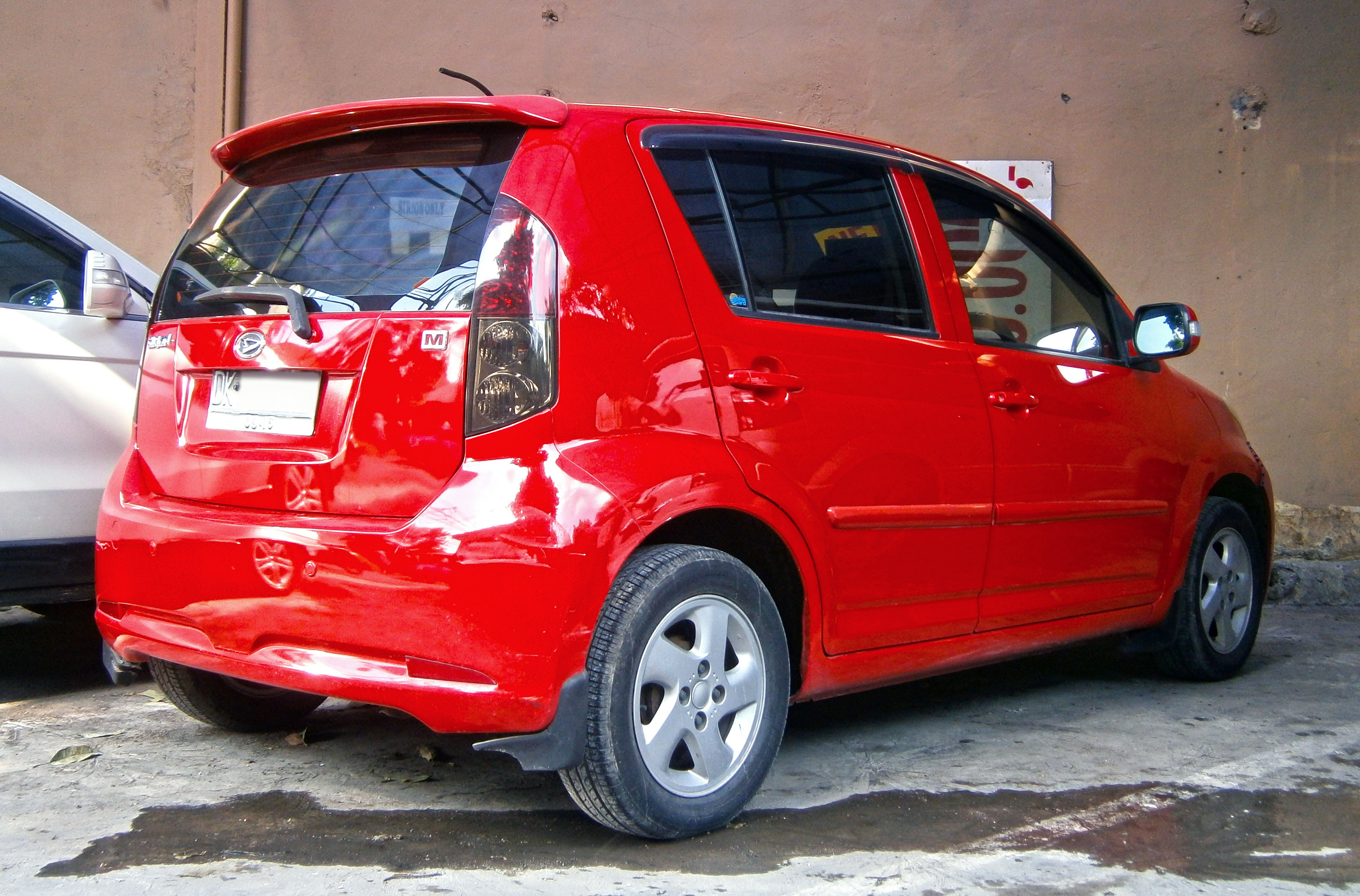
2008—2011 Daihatsu Sirion в Индонезии
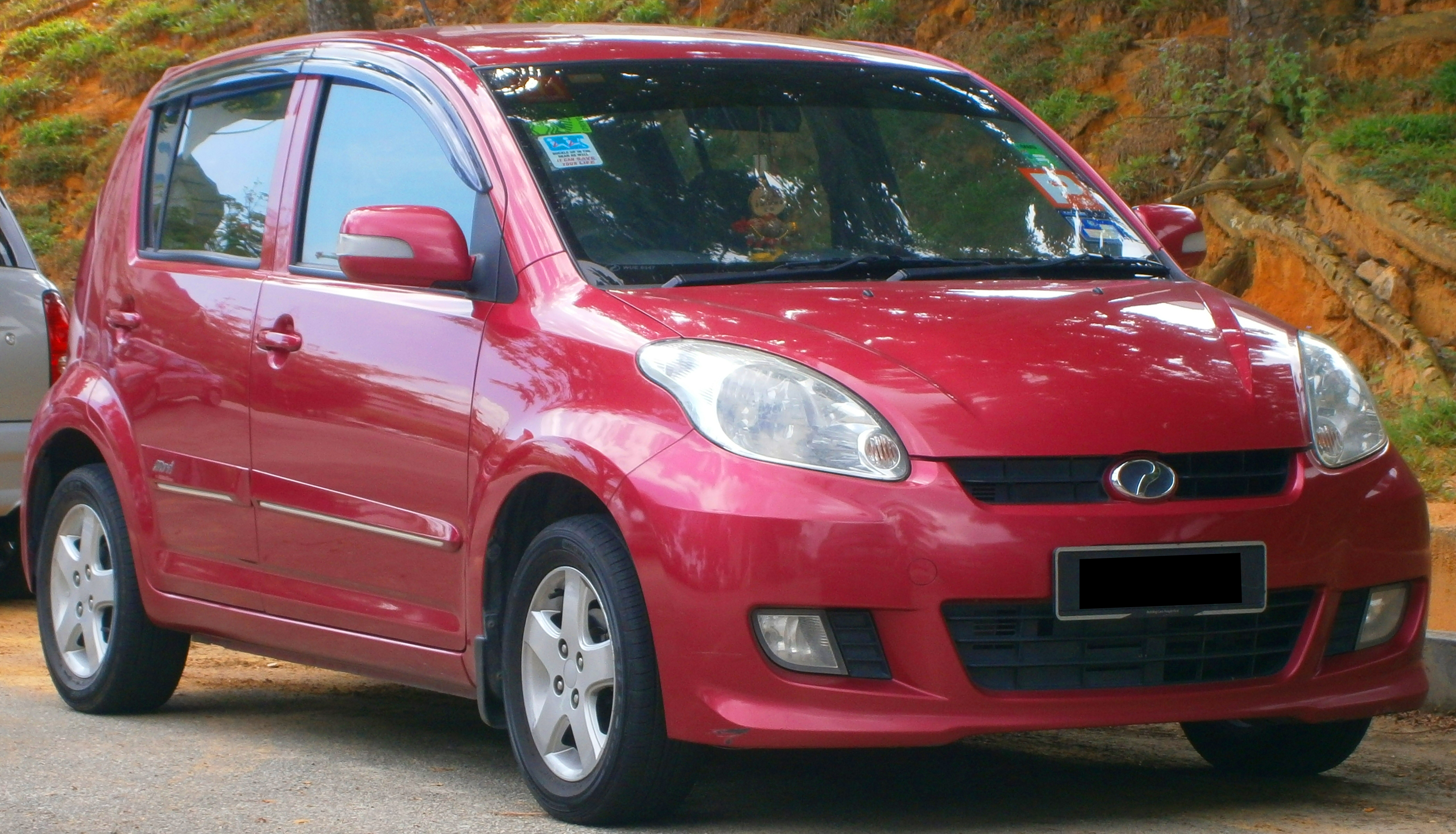
2010—2011 Myvi LE
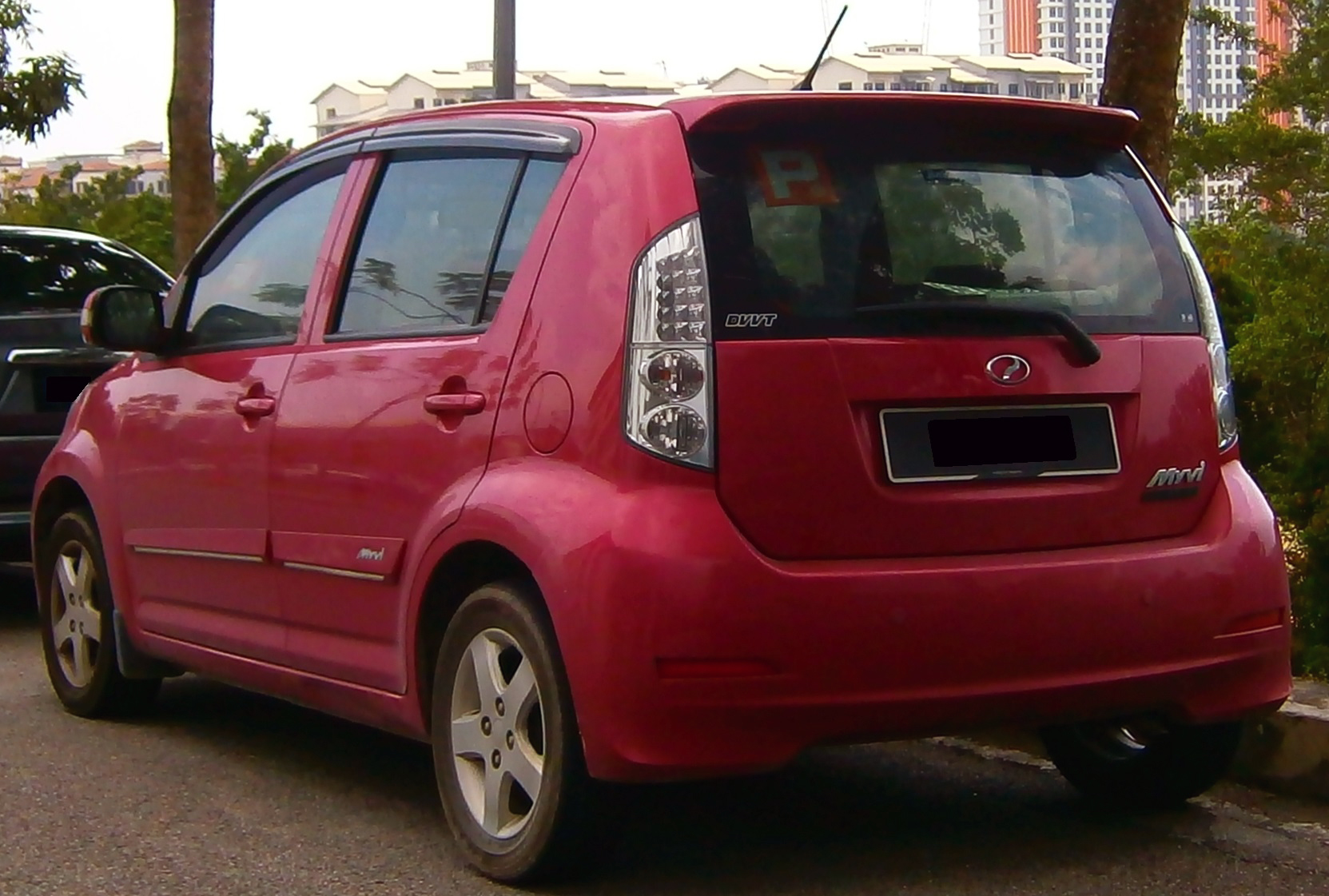
2010—2011 Myvi LE
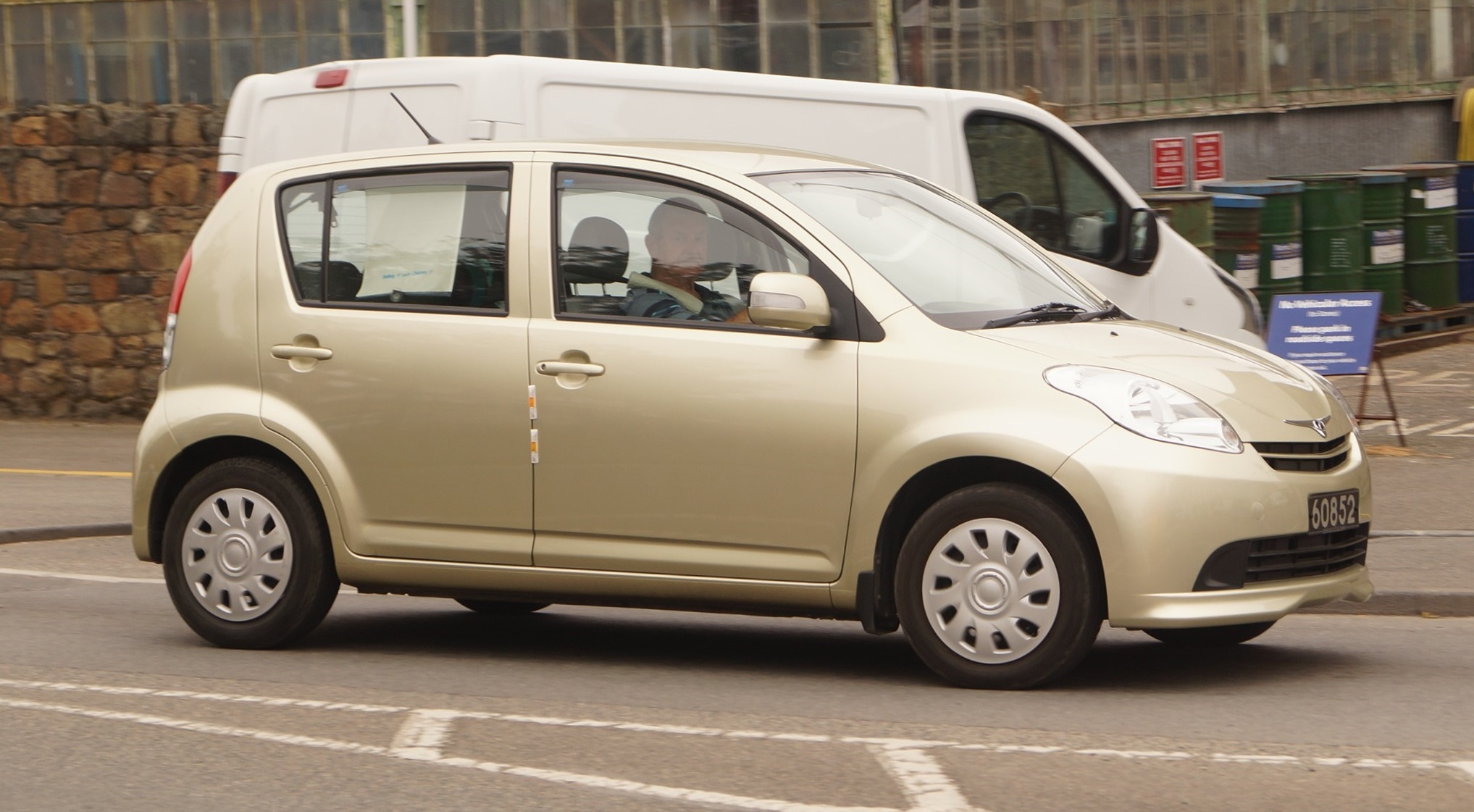
2005—2011 Perodua Myvi в Гернси

## Второе поколение (M600; 2011)

### 2011—2014
Perodua Myvi (M600), разработанный в рамках проекта D54T, был запущен в производство 16 июня 2011 года. Слоган версии с 1,3-литровым двигателем — Lagi Best (контекстуально, Lagi означает больше на малайском языке), а слоган версии с 1,5-литровым двигателем — hidup myvi. В апреле 2014 года в производство была запущена базовая модель Myvi XT, пришедшая на смену 1.3 Standard.
Автомобили Perodua Myvi (M600) оснащались 1,3-литровым двигателем K3-VE или же 1,5-литровым двигателем 3SZ-VE. Оба двигателя оснащены DVVT и EFI. В отличие от предыдущего поколения, мощность 1,3-литрового двигателя увеличена на 10 л. с. Увеличение было связано с новой системой рулевого управления с электроусилителем (EPS). 1,5-литровый двигатель 3SZ-VE, который также применяется в Alza, импортируется с завода по производству двигателей Daihatsu в Караванге, Индонезия.

В стандартную комплектацию входят двойные подушки безопасности SRS. Центральный задний ремень безопасности трёхточечный (в предыдущем поколении он был двухточечным). Также имеется система ISOFIX для стандартной установки детских кресел. ABS и EBD находятся в комплектациях 1,3 L Premium и 1,3 L Elegance, а также во всех комплектациях с 1,5-литровым двигателем.

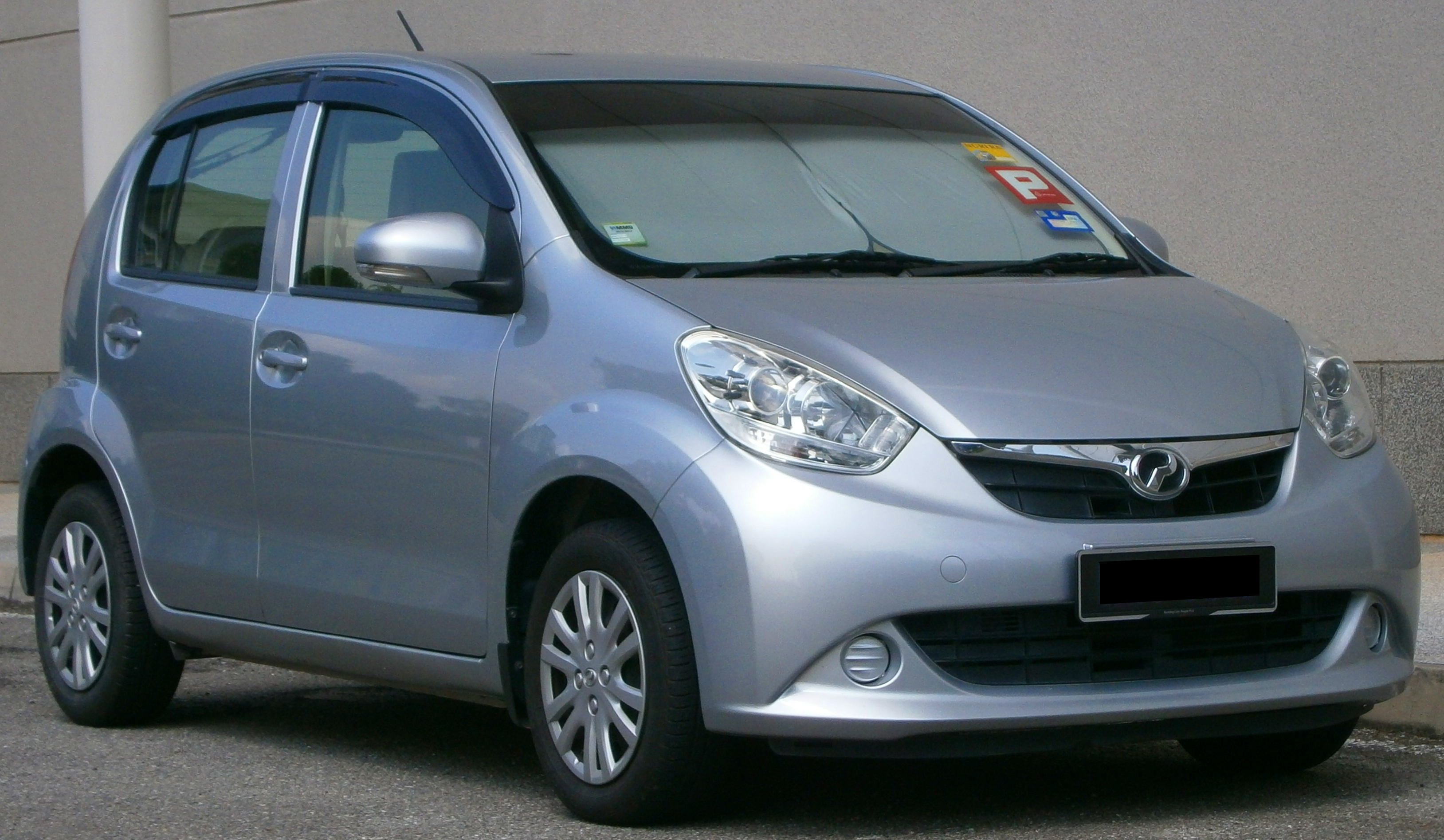
2011—2014 Myvi Standard
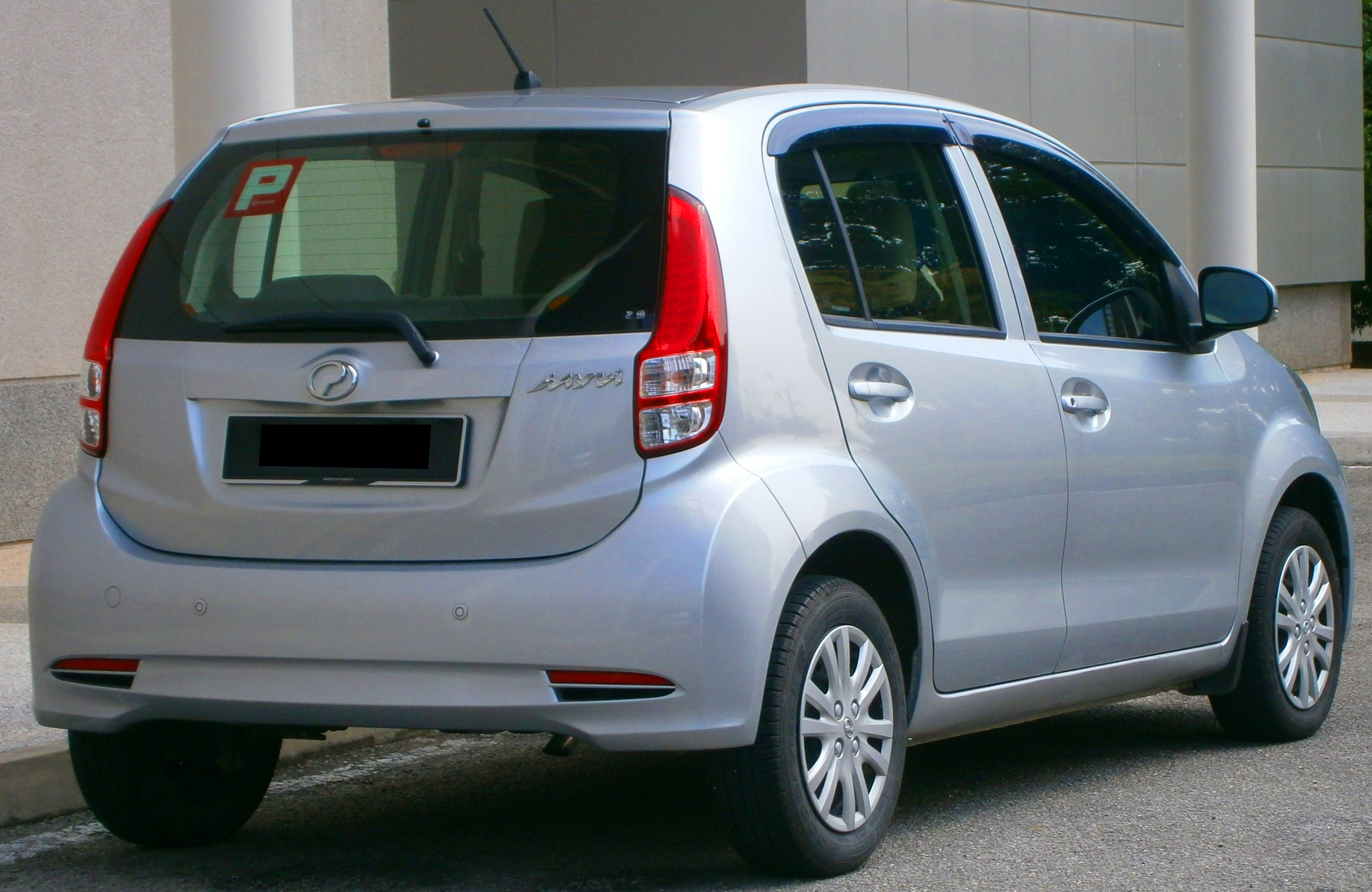
2011—2014 Myvi Standard
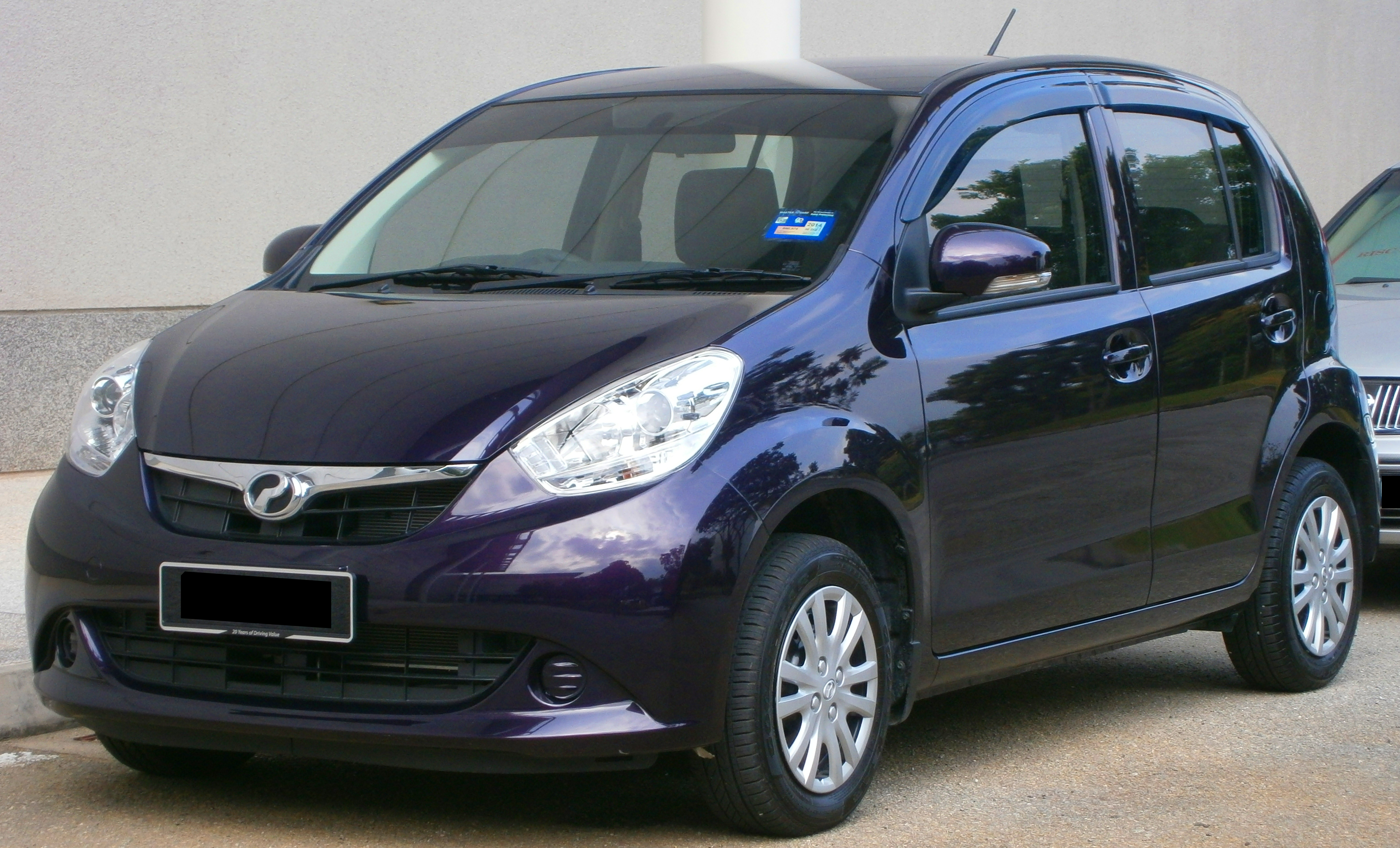
2013 Perodua Myvi Standard
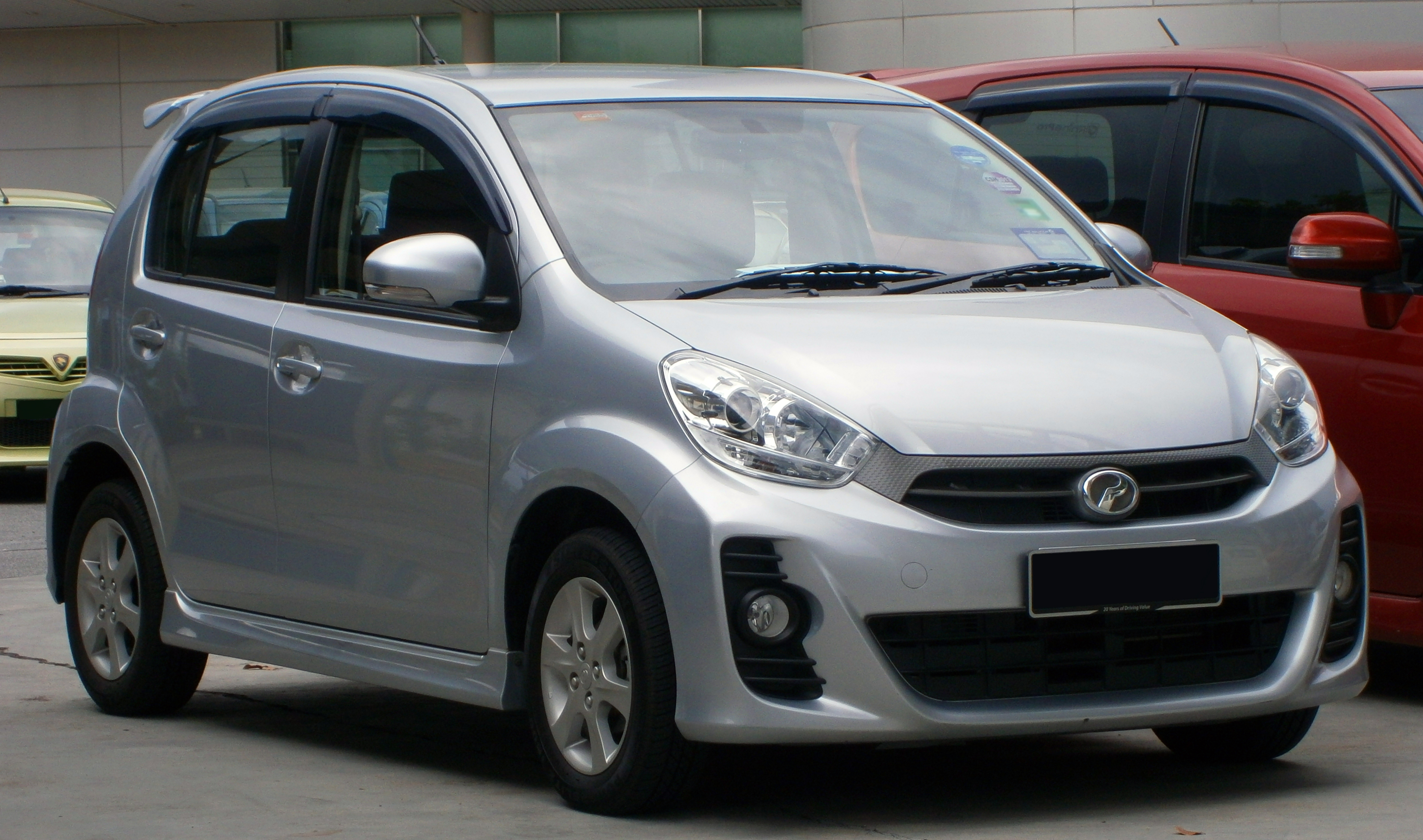
2013—2014 Myvi 1.3 SE
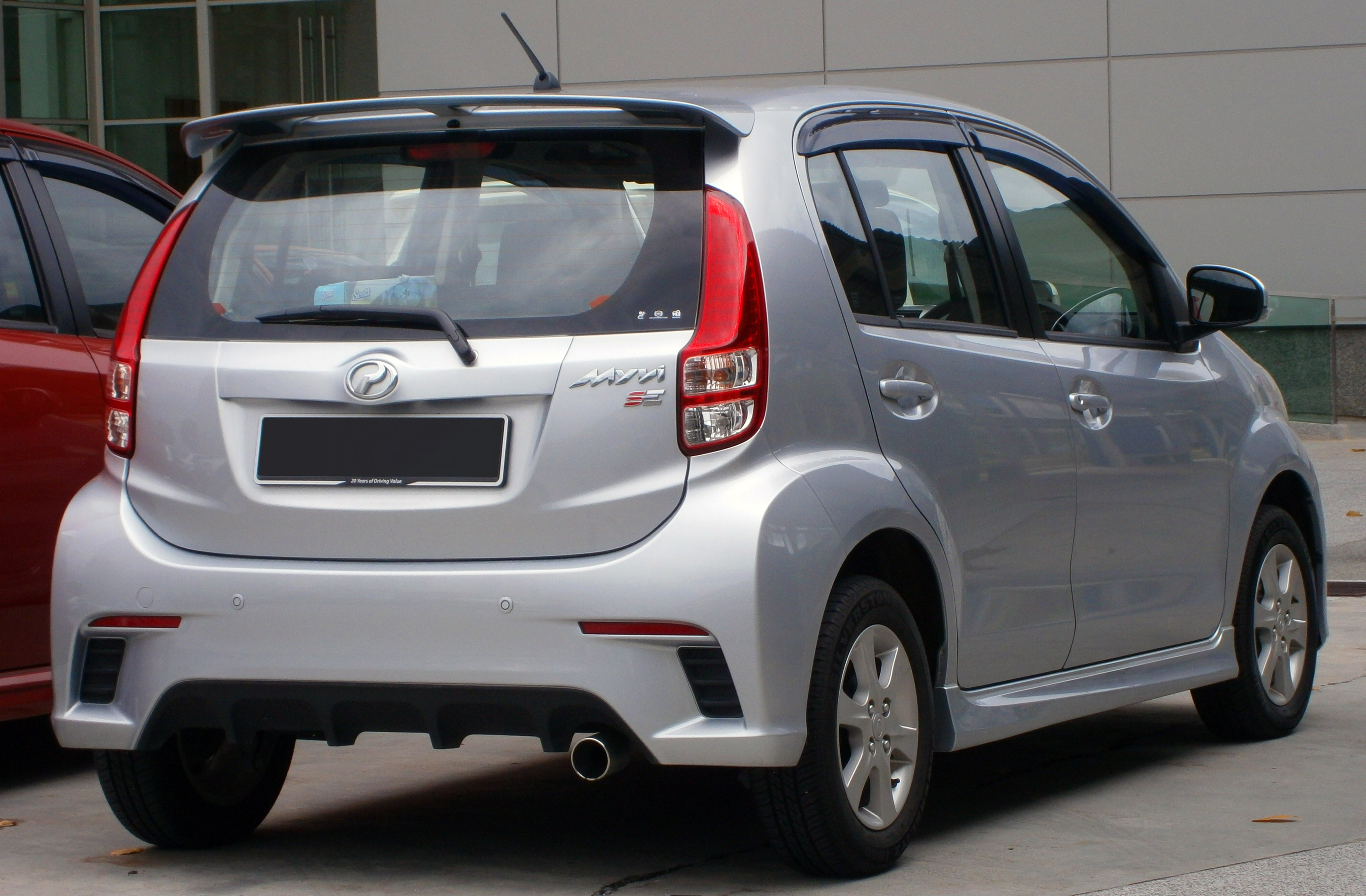
2013—2014 Myvi 1.3 SE
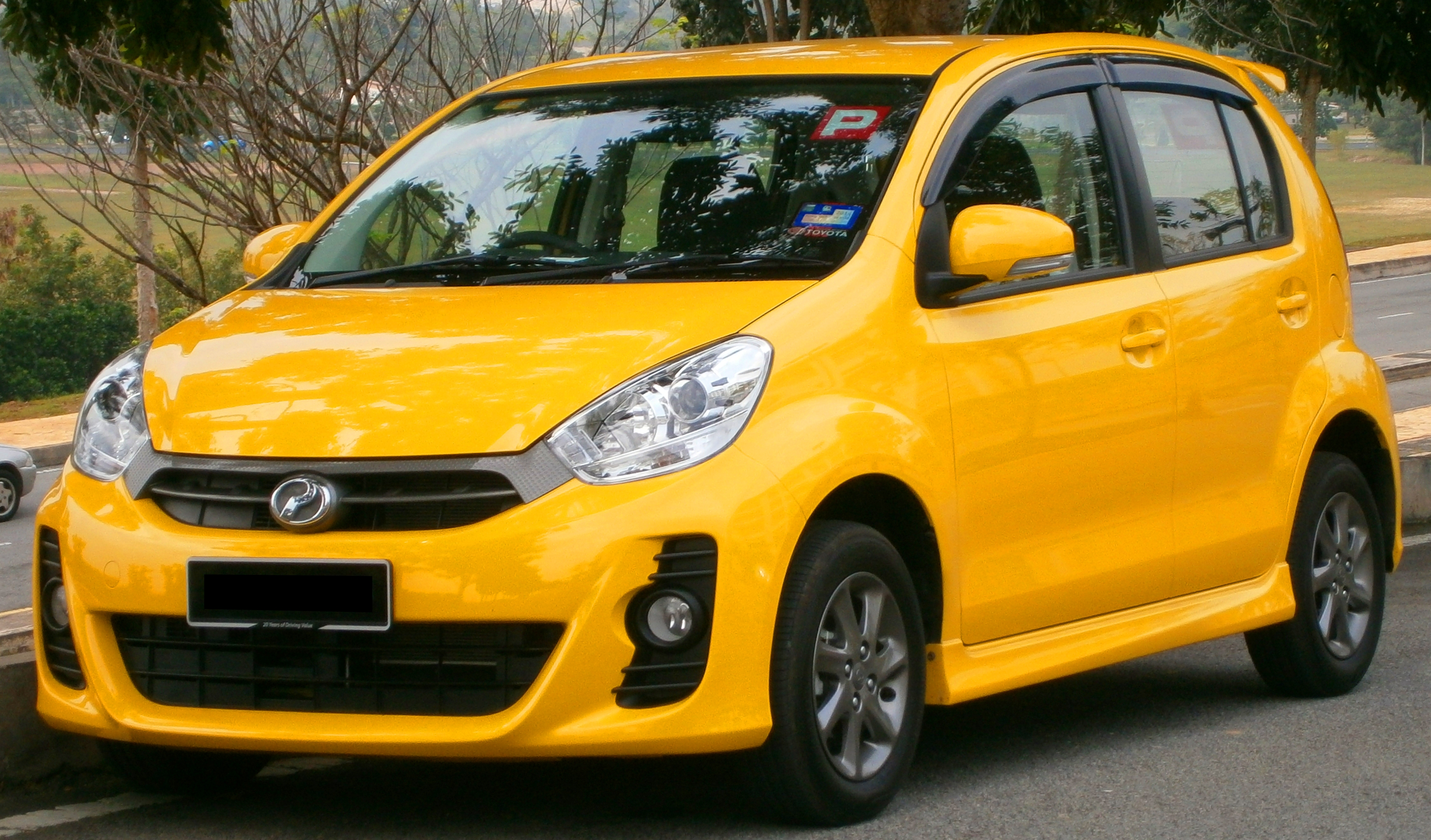
2011—2014 Myvi 1.5 SE
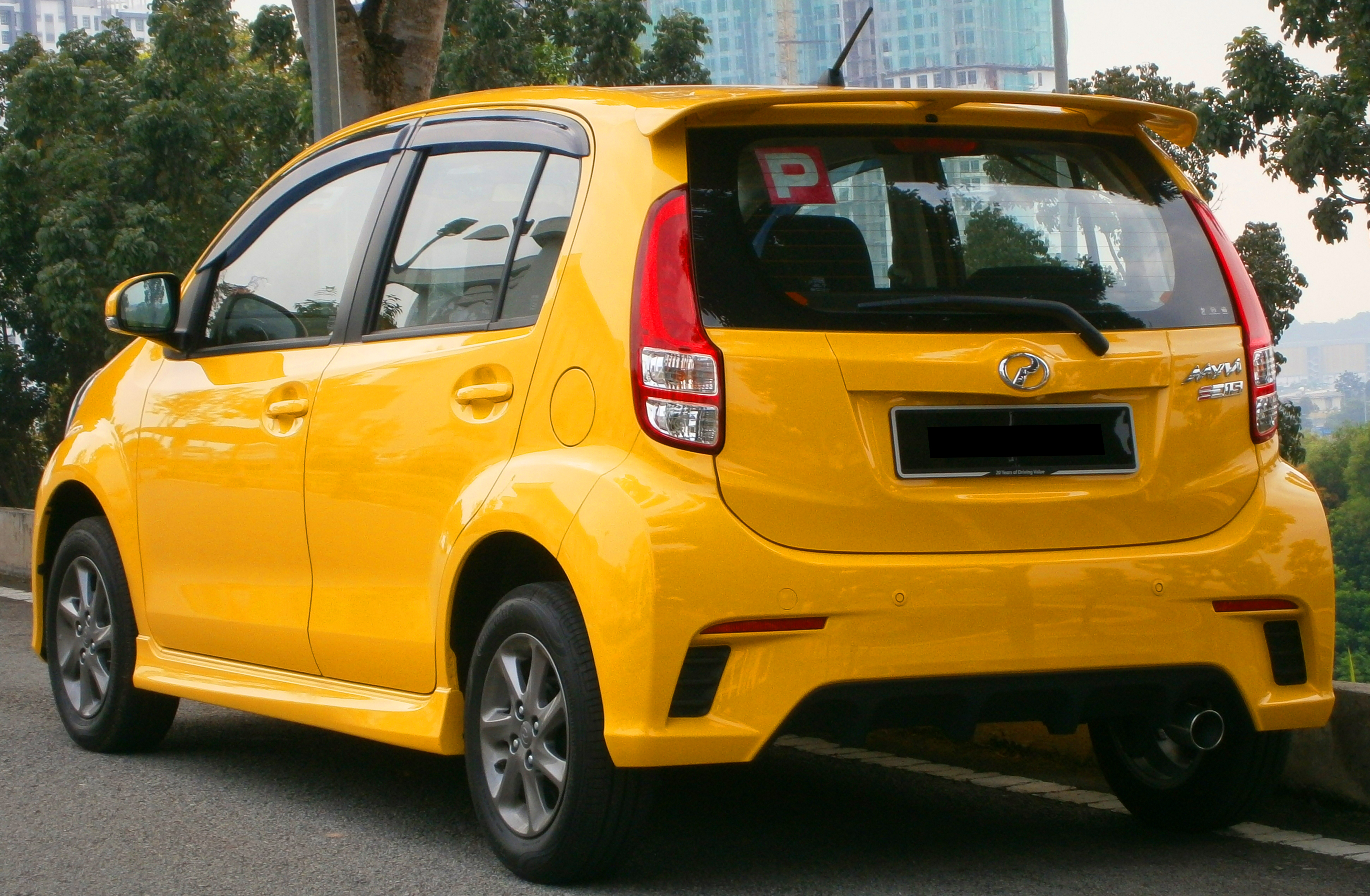
2011—2014 Myvi 1.5 SE
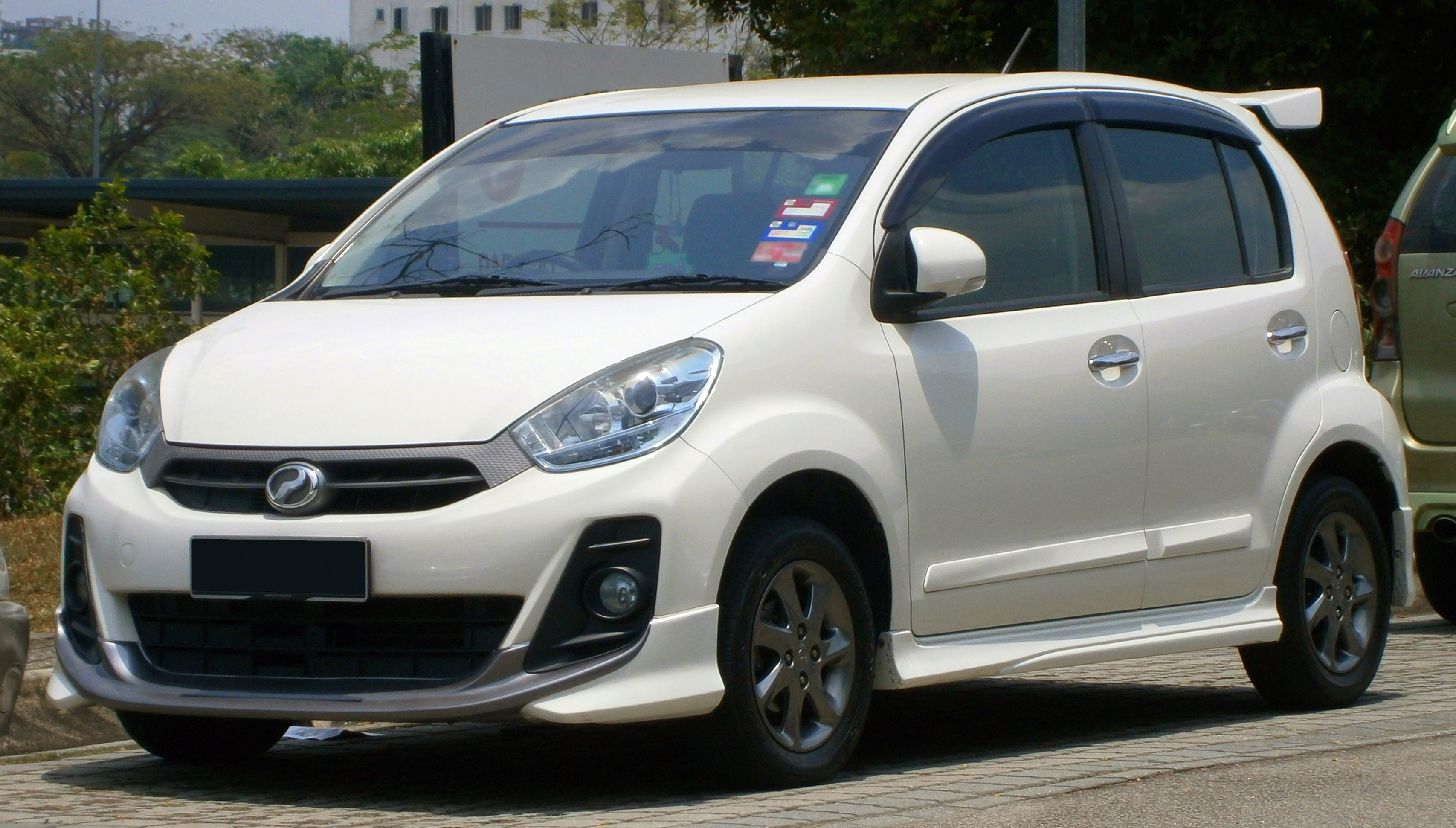
2011—2014 Myvi 1.5 Extreme
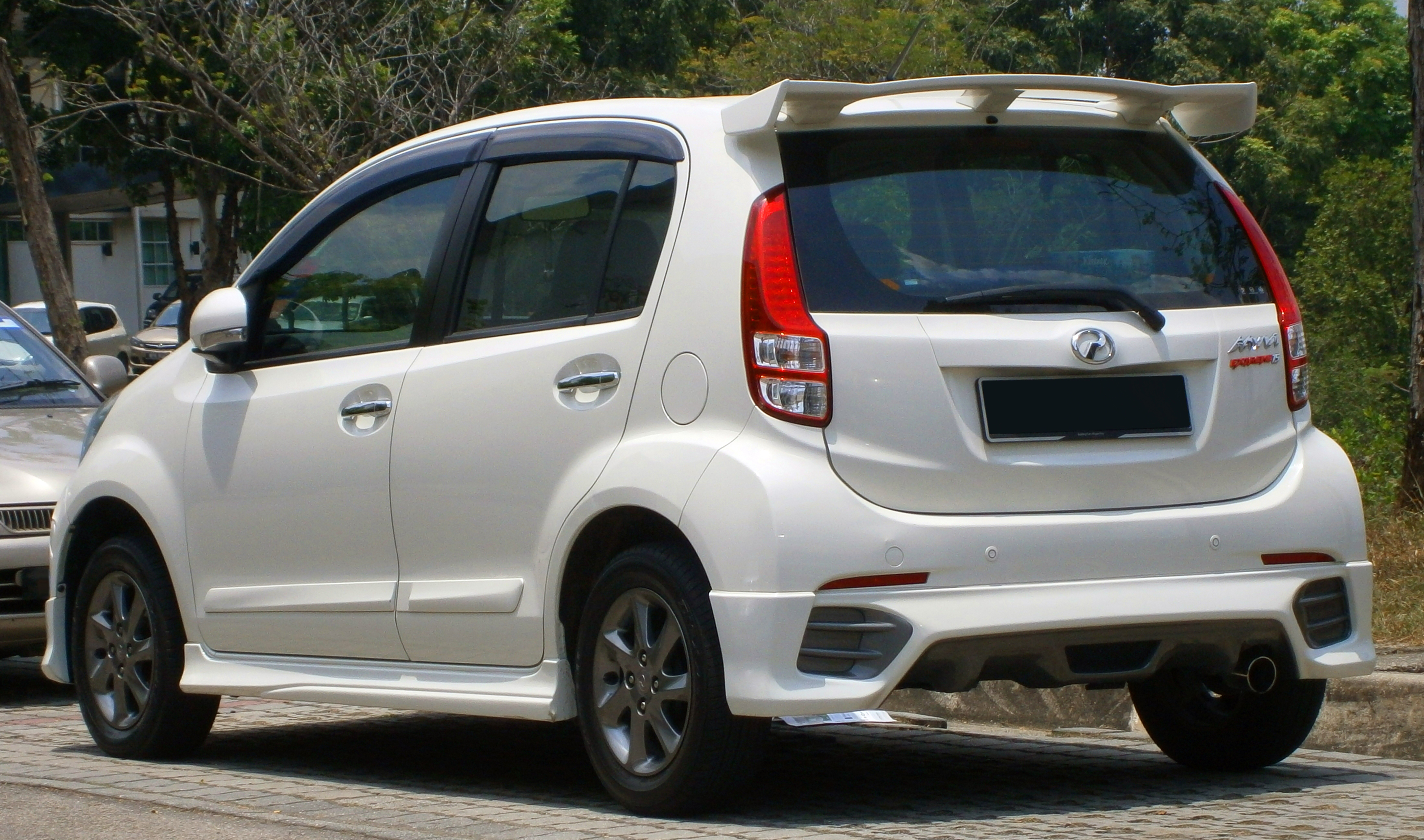
2011—2014 Myvi 1.5 Extreme
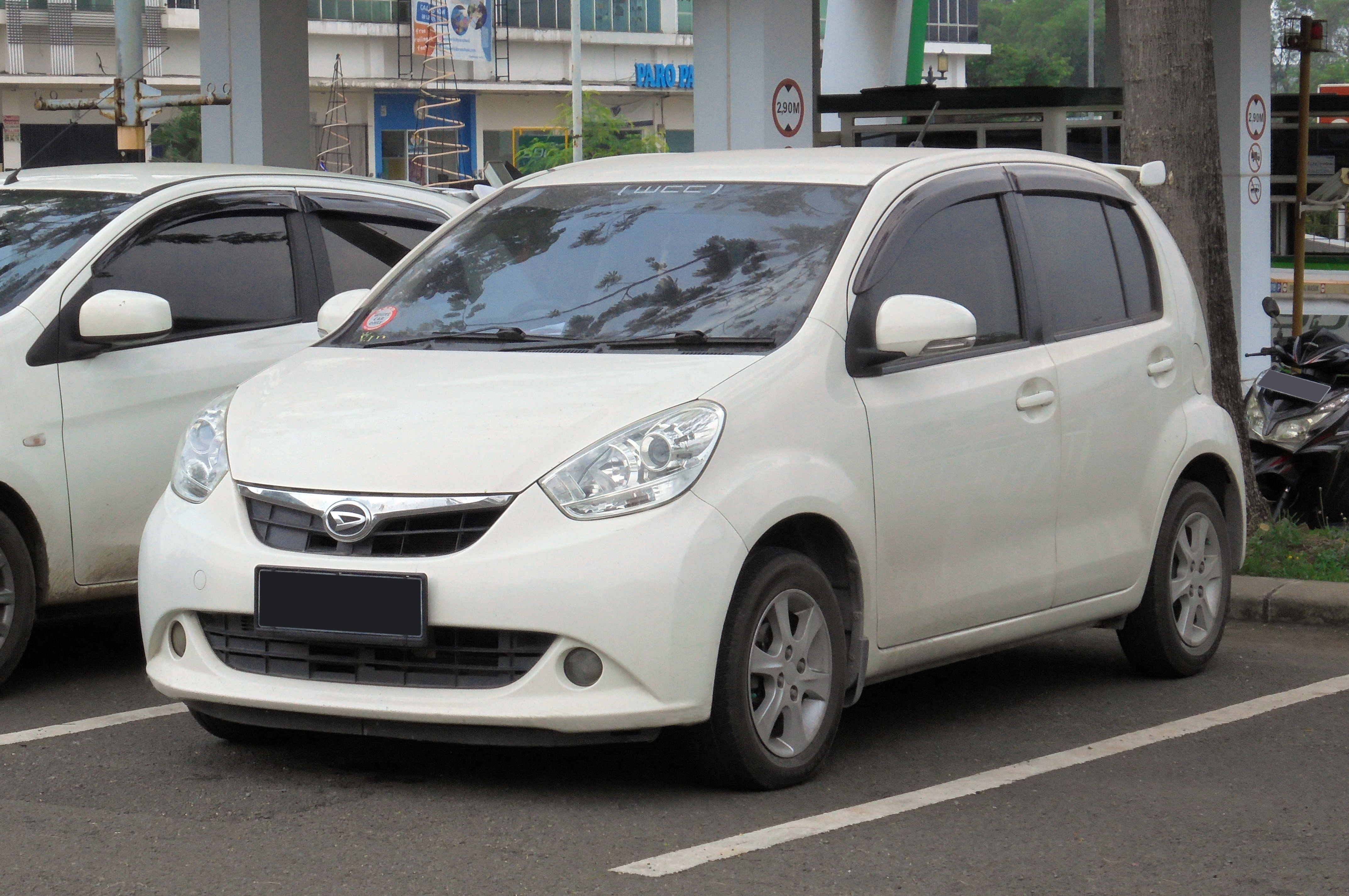
2011—2015 Daihatsu Sirion в Индонезии

### Безопасность
- — ASEAN NCAP —

| Функции безопасности | Функции безопасности        | Функции безопасности         | Функции безопасности          | Функции безопасности             | Функции безопасности |
| Вариант              | Standard 1.3 SX(MT), EZ(AT) | Premium 1.3 SXi(MT), EZi(AT) | Elegance 1.3 SXE(MT), EZE(AT) | Special Edition SE 1.5 (MT & AT) | Extreme 1.5 (AT)     |
| -------------------- | --------------------------- | ---------------------------- | ----------------------------- | -------------------------------- | -------------------- |
| Рынок                | Малайзия                    | Малайзия                     | Малайзия                      | Малайзия                         | Малайзия             |
| ABS + EBD + BA       | ✘                           | ✔                            | ✔                             | ✔                                | ✔                    |
| Подушки безопасности | 2 (спереди)                 | 2 (спереди)                  | 2 (спереди)                   | 2 (спереди)                      | 2 (спереди)          |

### 2015—2017
7 января 2015 года компания Perodua объявила об открытии бронирования рестайлингового Perodua Myvi (M600). Продажи обновлённой версии Perodua Myvi (M600) состоялись 15 января того же года.

Perodua Myvi (M600) выпускался в комплектациях 1.3L Standard G (с механической и автоматической трансмиссиями), 1.3L Premium X (с автоматической трансмиссией), 1.5L SE (с механической и автоматической трансмиссиями) и 1.5L Advance (с автоматической трансмиссией). 1,3-литровый двигатель K3-VE развивал мощность 90 л. с. и крутящий момент 117 Н⋅м, в то время как 1,5-литровый двигатель 3SZ-VE развивал мощность 102 л. с. и крутящий момент 136 Н⋅м. Коробка передач — четырёхступенчатая автоматическая или же пятиступенчатая механическая.

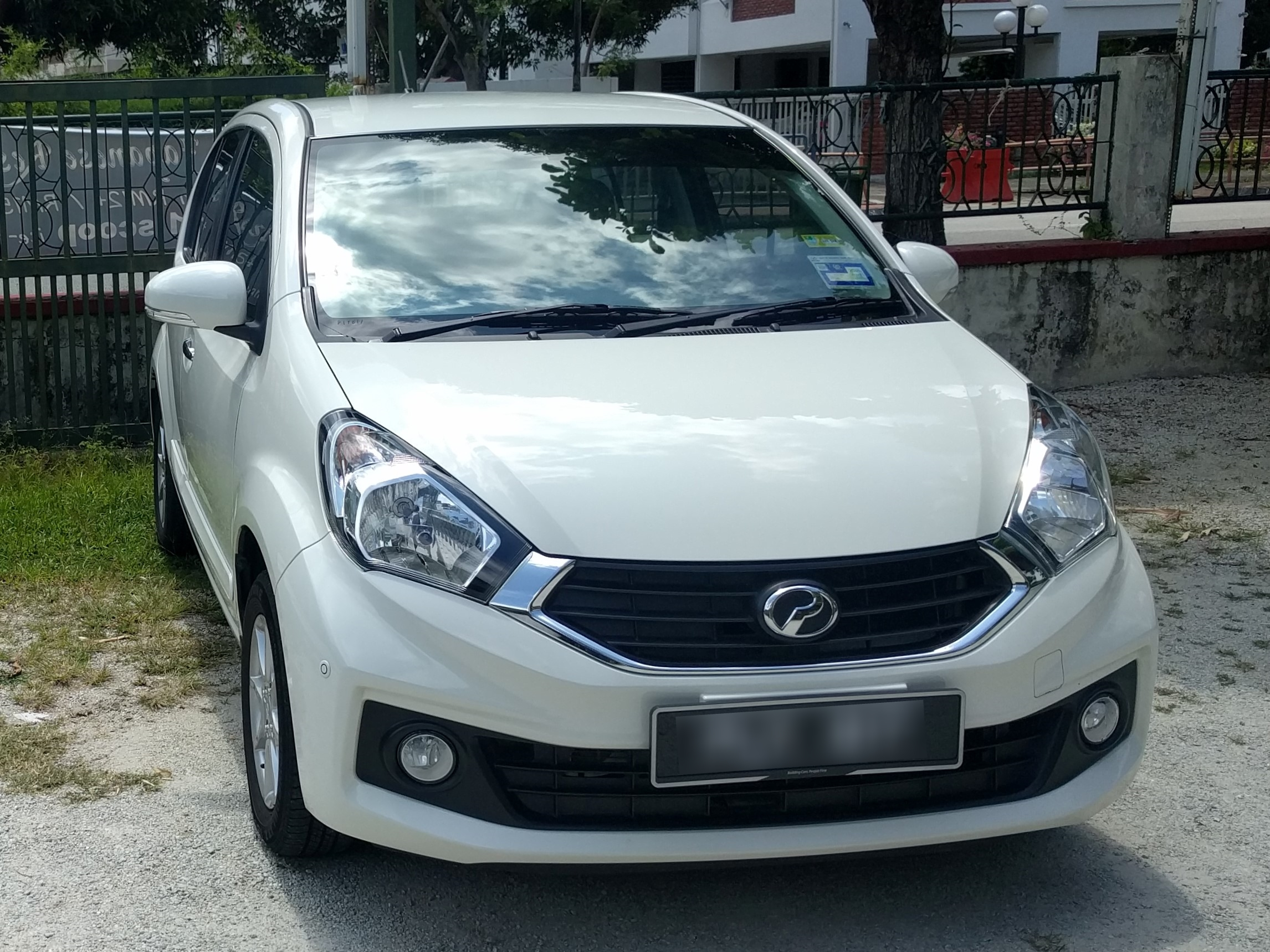
Perodua Myvi 1.3 Premium X
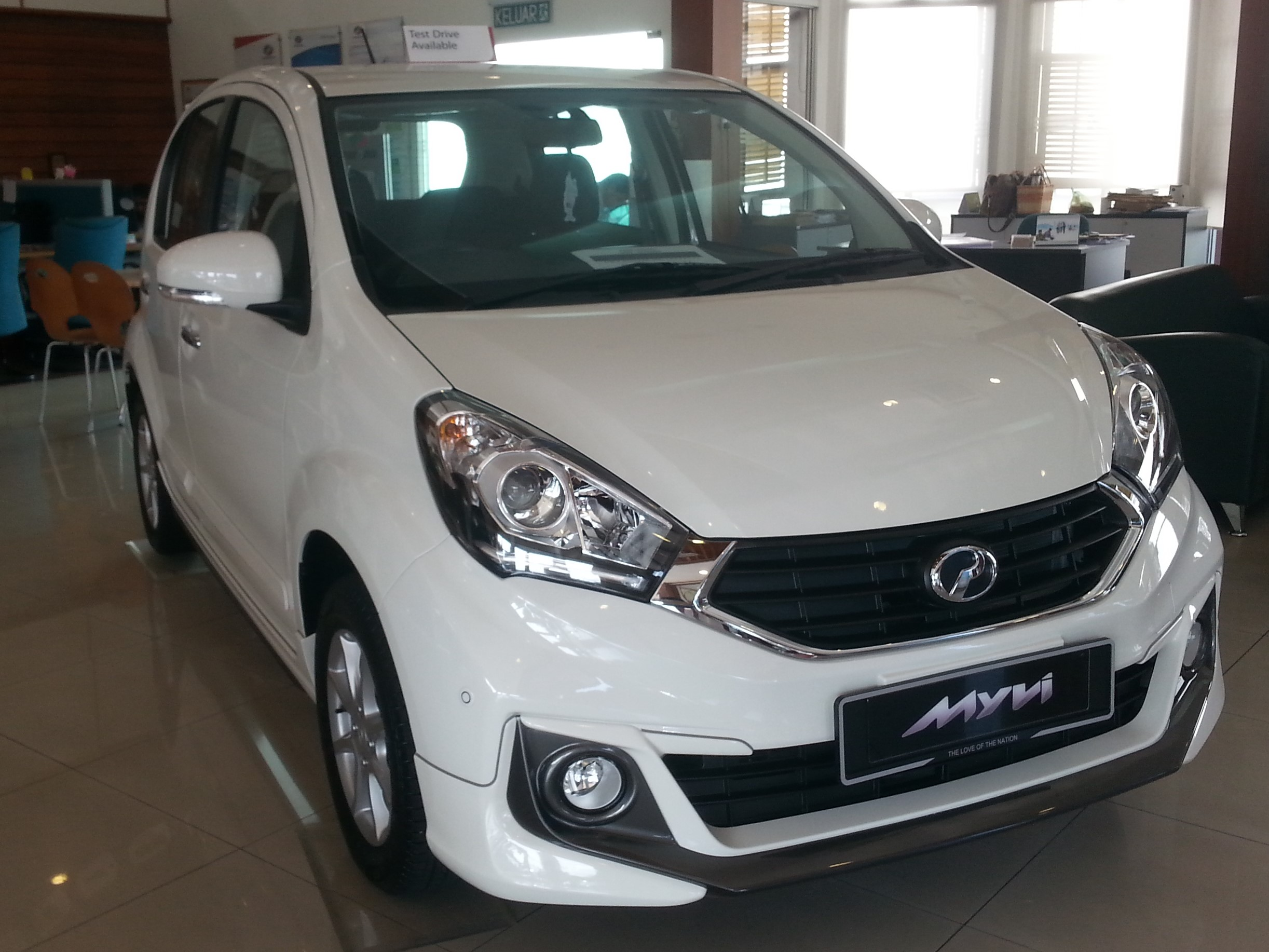
2015 Perodua Myvi 1.3 Premium XS
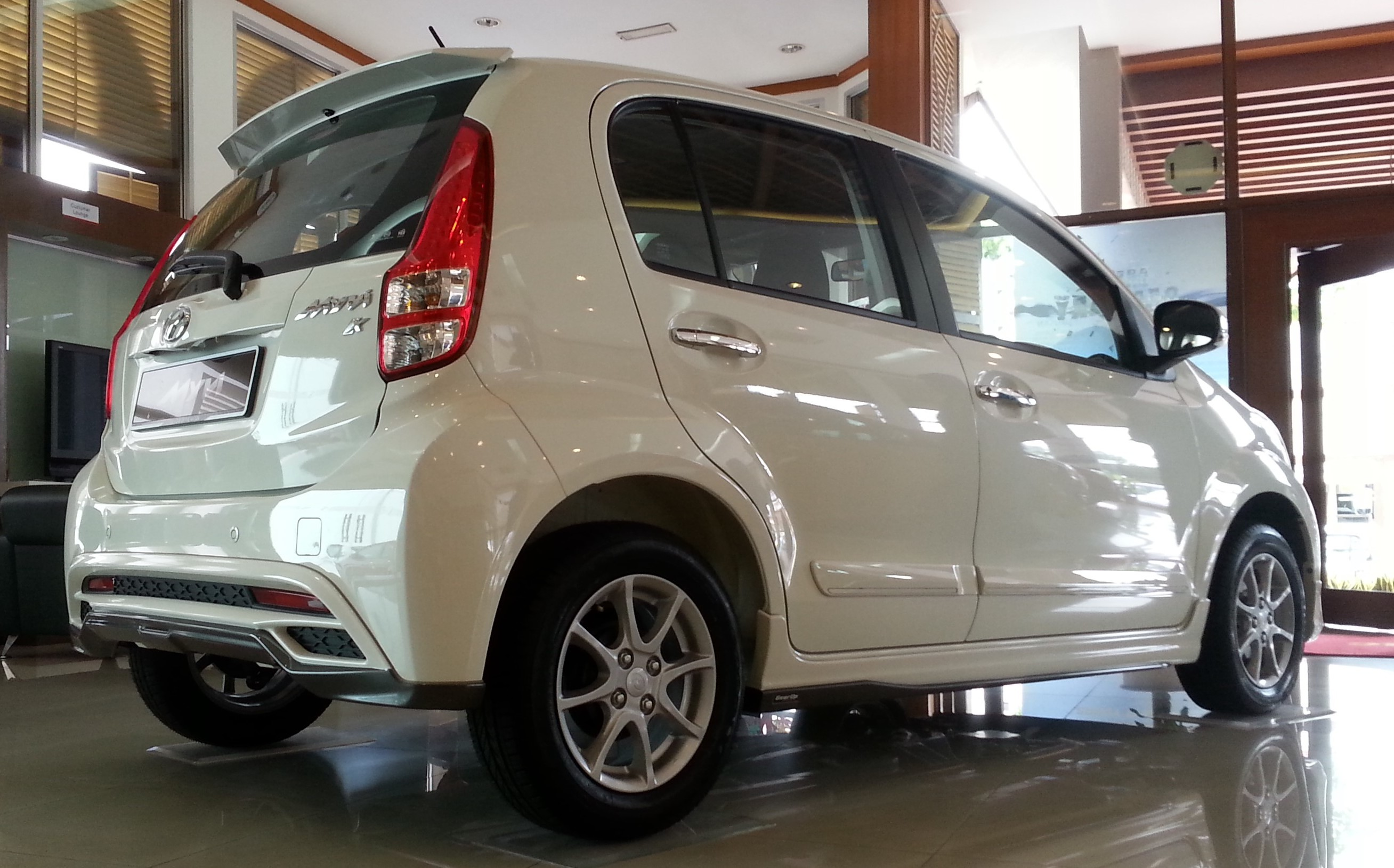
2015 Perodua Myvi 1.3 Premium XS
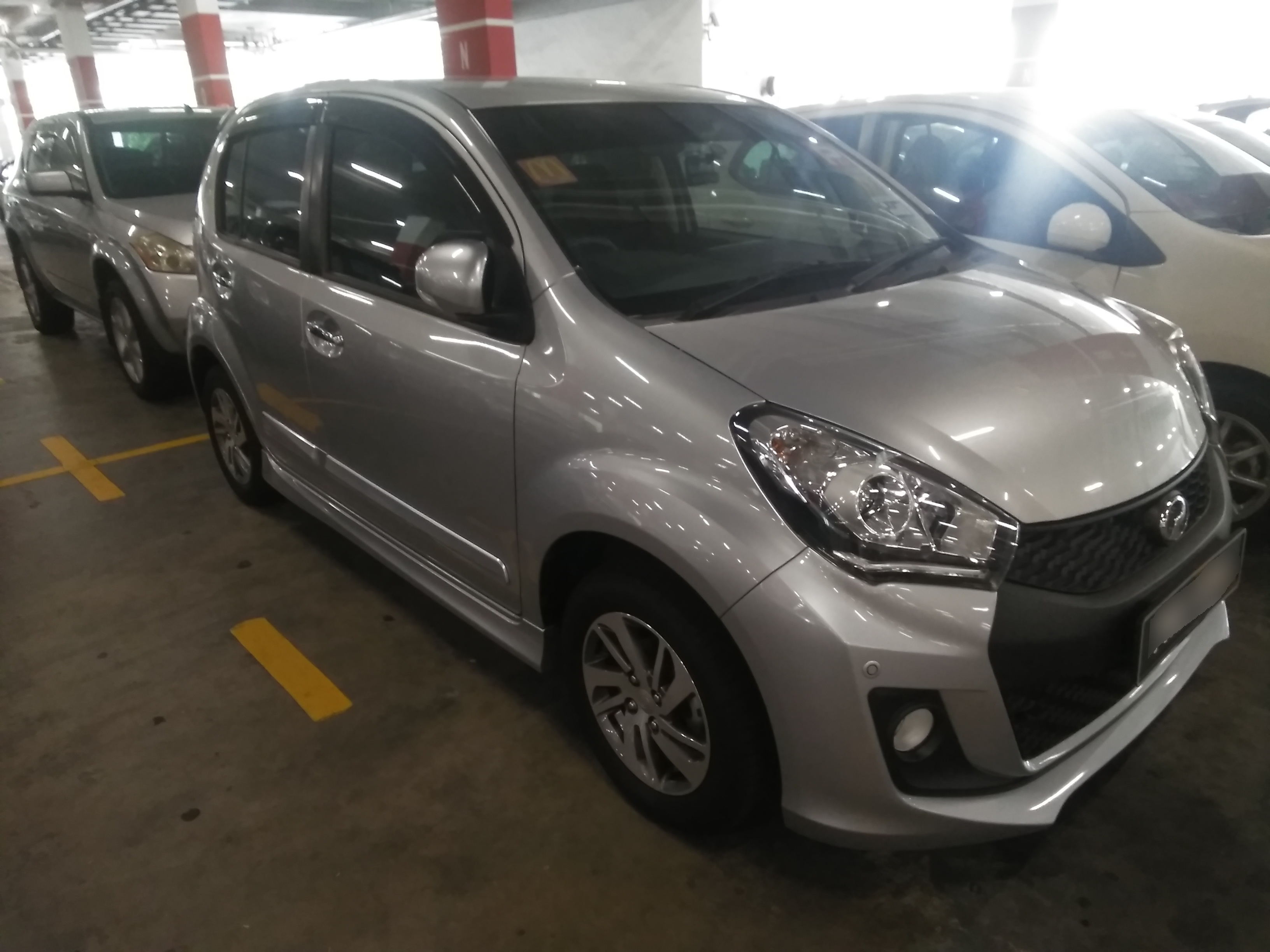
Perodua Myvi 1.5 SE
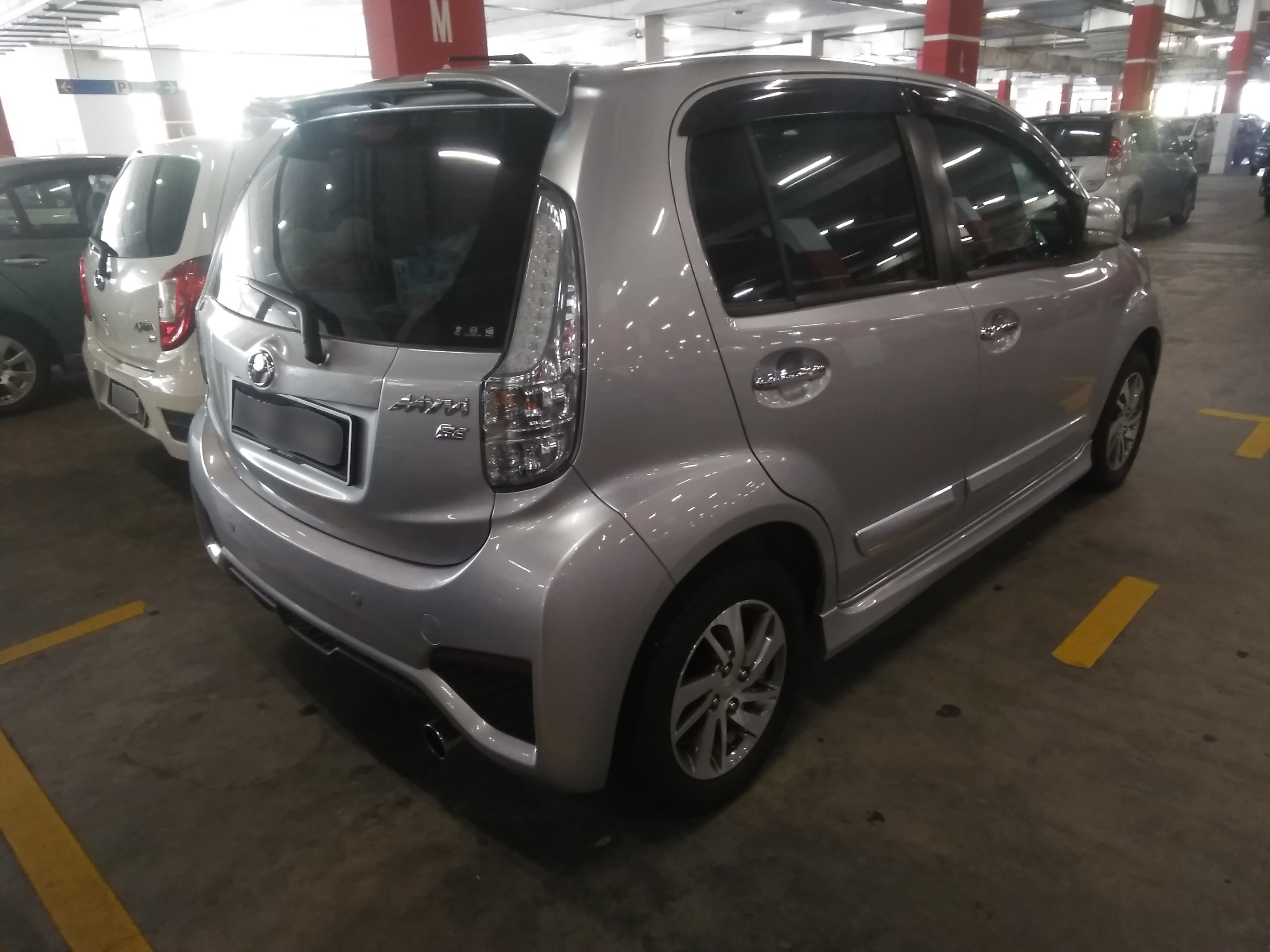
Perodua Myvi 1.5 SE
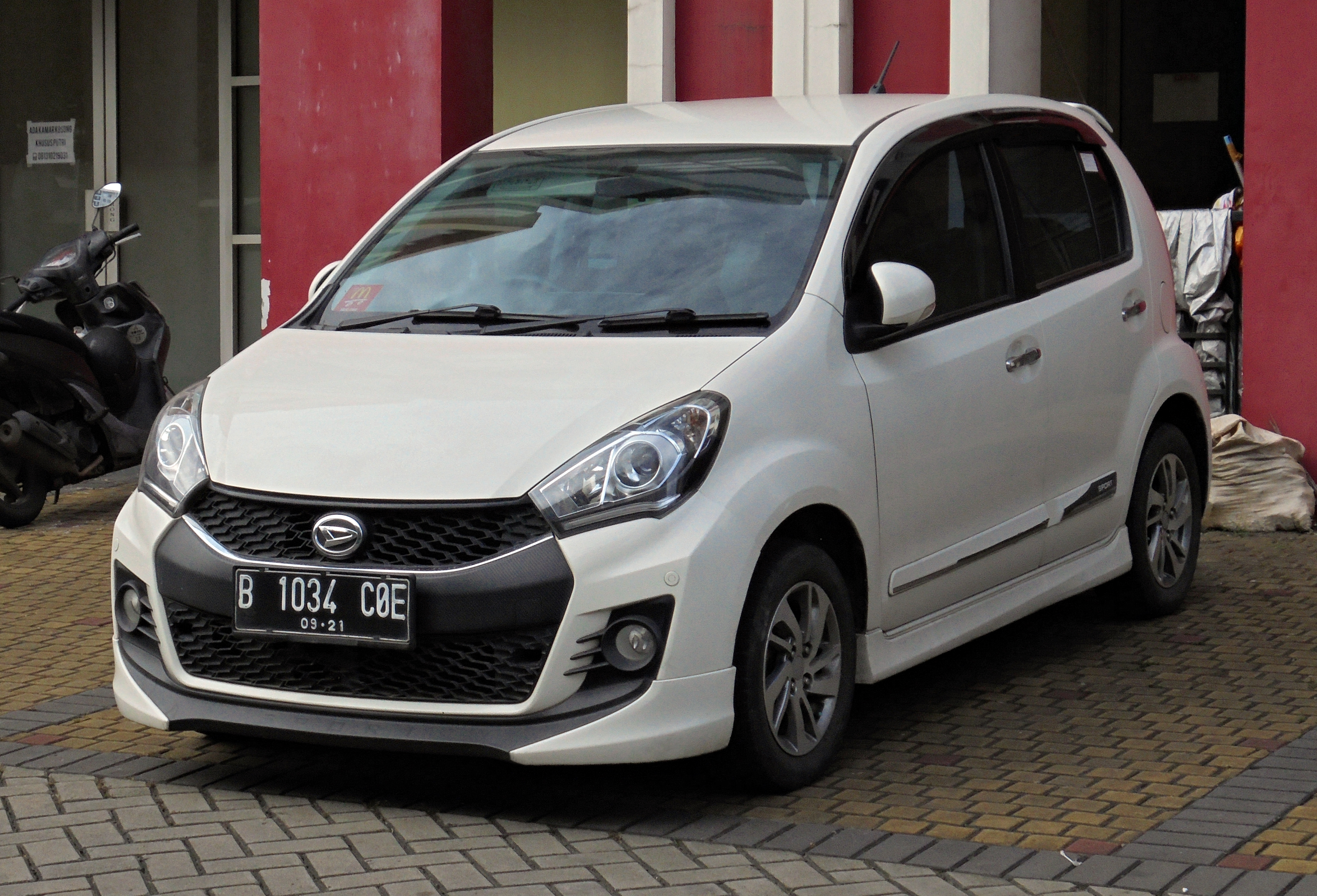
2015—2018 Daihatsu Sirion 1.3 Deluxe в Индонезии

### Безопасность
- — ASEAN NCAP —

| Функции безопасности | Функции безопасности | Функции безопасности | Функции безопасности | Функции безопасности |
| Вариант              | Standard G           | Premium X            | SE                   | AV                   |
| -------------------- | -------------------- | -------------------- | -------------------- | -------------------- |
| Рынок                | Малайзия             | Малайзия             | Малайзия             | Малайзия             |
| ABS + EBD + BA       | ✘                    | ✔                    | ✔                    | ✔                    |
| Подушки безопасности | 2 (спереди)          | 2 (спереди)          | 2 (спереди)          | 2 (спереди)          |

## Третье поколение (M800; 2017)
Perodua Myvi (M800) дебютировал в конце 2017 года. Автомобиль был разработан в рамках проекта D20N. Об открытии бронирования Perodua Myvi (M800) было объявлено 8 ноября 2017 года. Демонстрация автомобиля проходила с 9 по 12 ноября 2017 года на выставке MAEPS. Производство началось 16 ноября 2017 года. В июле 2020 года автомобиль был модернизирован. 
Perodua Myvi (M800) оснащается 1,3-литровым (1329 см3) двигателем 1NR-VE мощностью 70 кВт (94 л. с.) при 6000 об/мин и крутящим моментом 121 Н⋅м при 4000 об/мин или же 1,5-литровым (1496 см3) двигателем 2NR-VE мощностью 76 кВт (102 л. с.) при 6000 об/мин и крутящим моментом 137 Н⋅м при 4200 об/мин. Двигатели имеют двойной верхний распредвал и двойную регулировку фаз газораспределения под маркой Dual VVT-i. 1,3-литровый двигатель работает в паре с пятиступенчатой механической или четырёхступенчатой автоматической трансмиссией, в то время как 1,5-литровый двигатель работает в паре с четырёхступенчатой автоматической трансмиссией. 

18 ноября 2021 года Perodua Myvi (M800) прошёл рестайлинг. Четырёхступенчатая автоматическая трансмиссия была заменена бесступенчатой. 

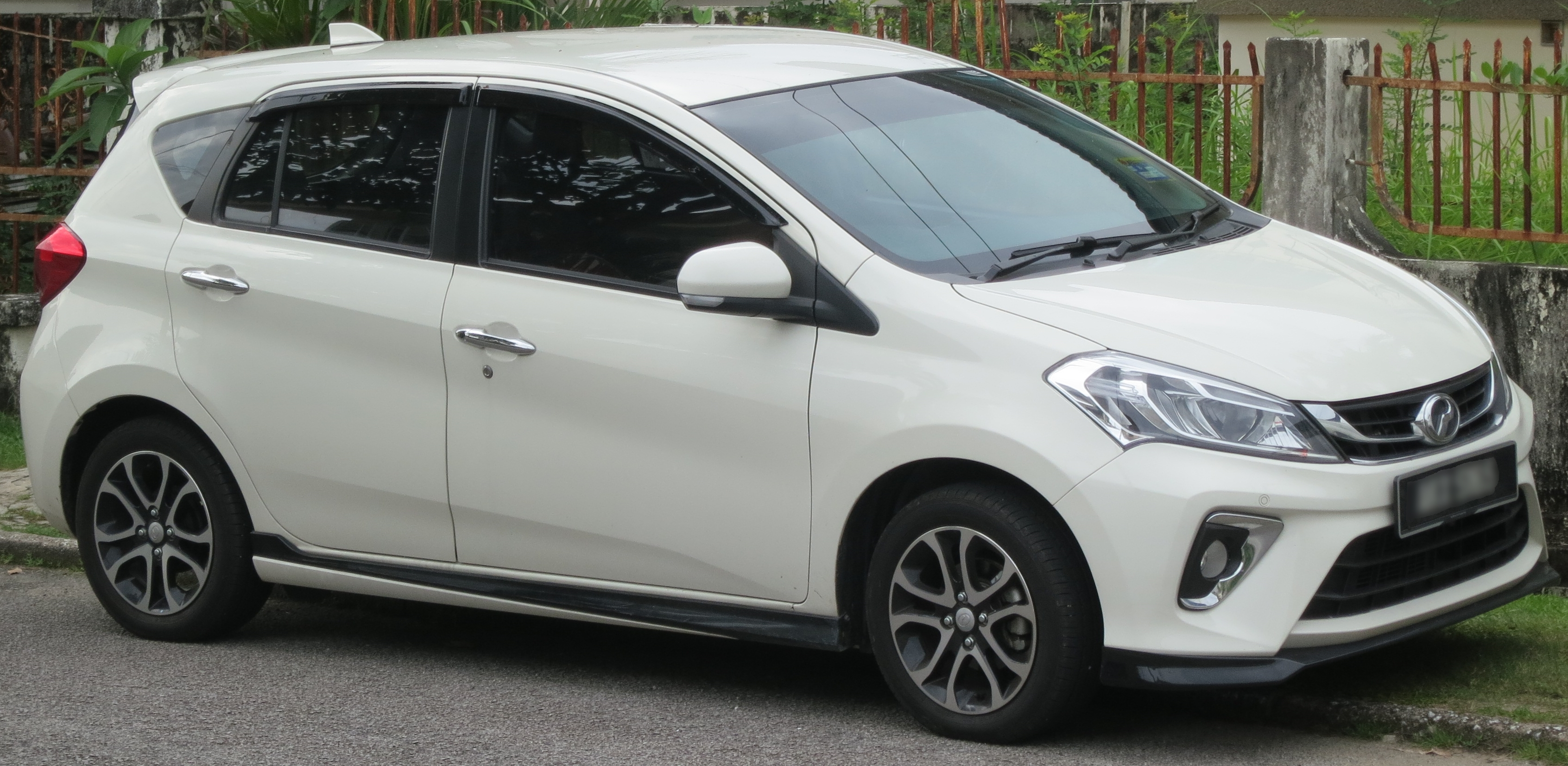
Perodua Myvi (M800)
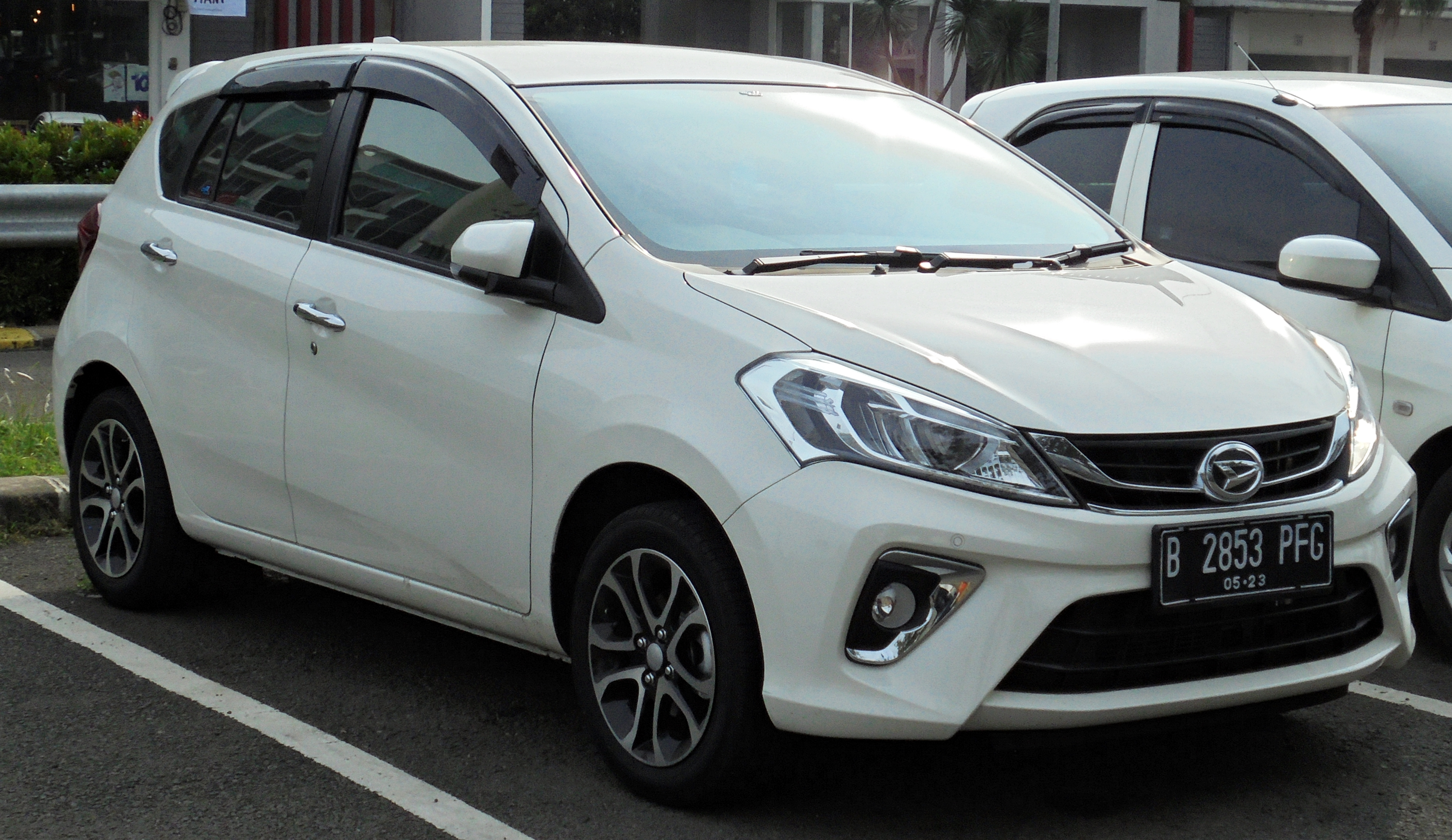
2018—2022 Daihatsu Sirion в Индонезии
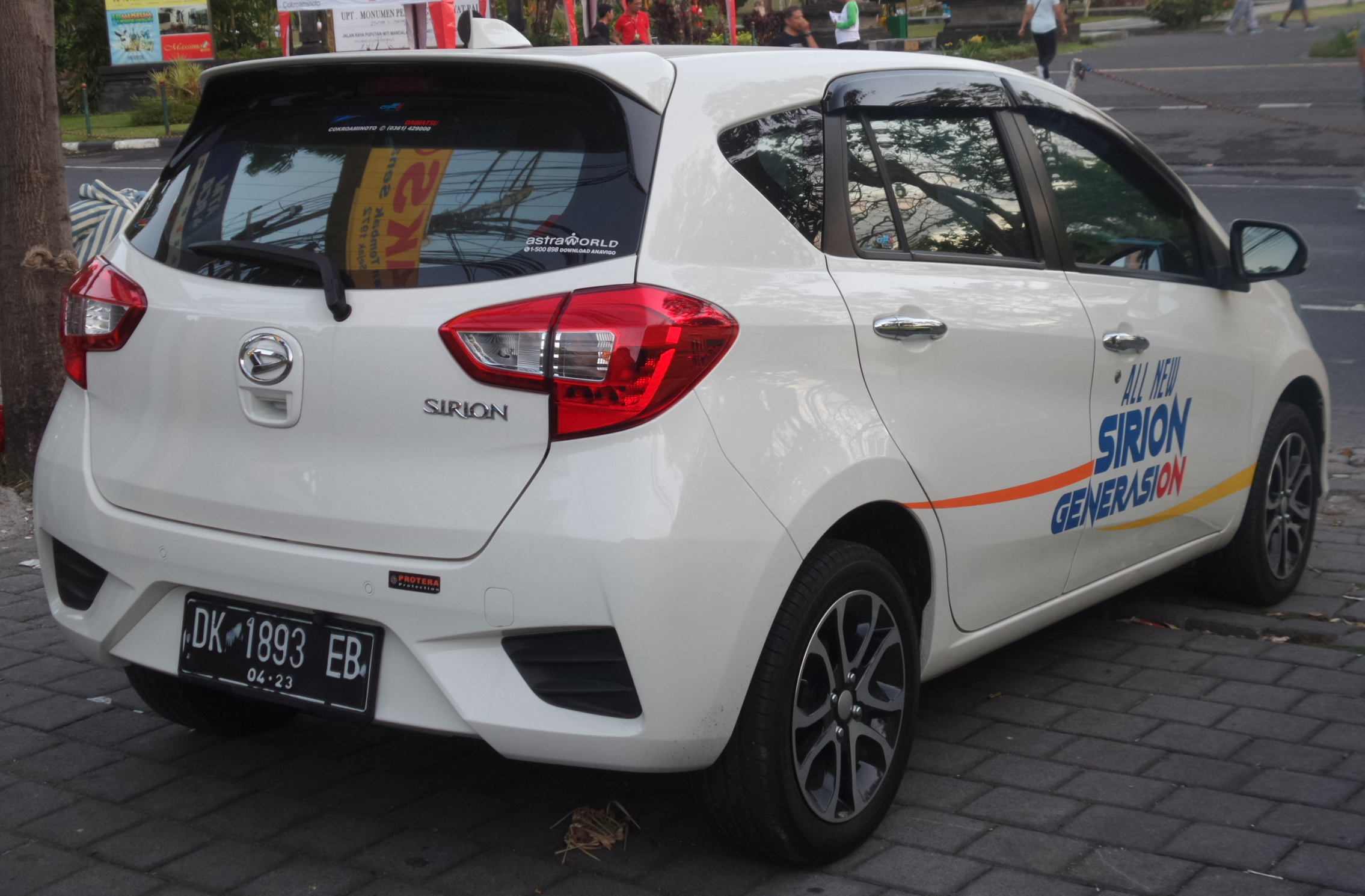
2018—2022 Daihatsu Sirion в Индонезии
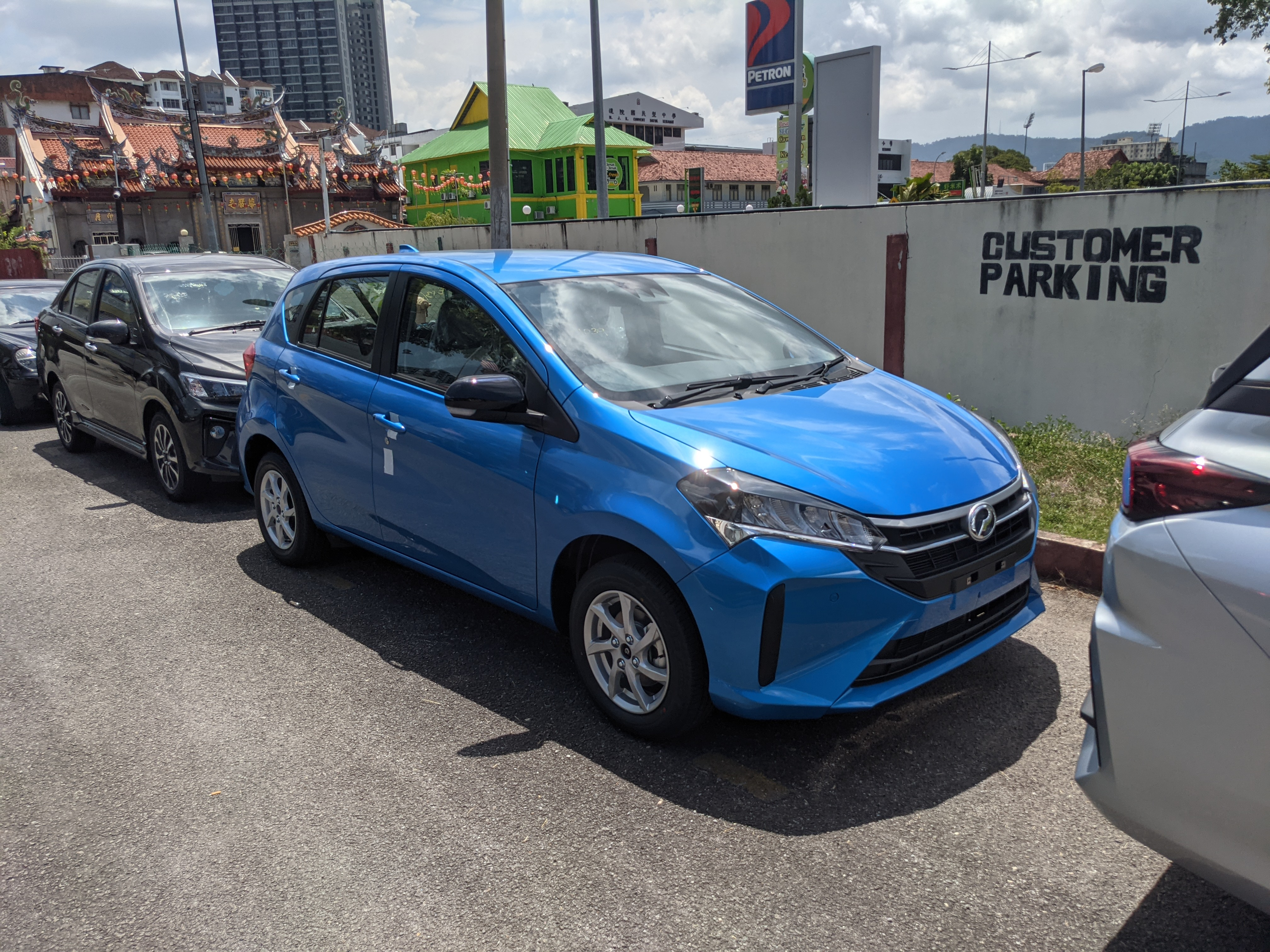
2021 Perodua Myvi 1.3 G
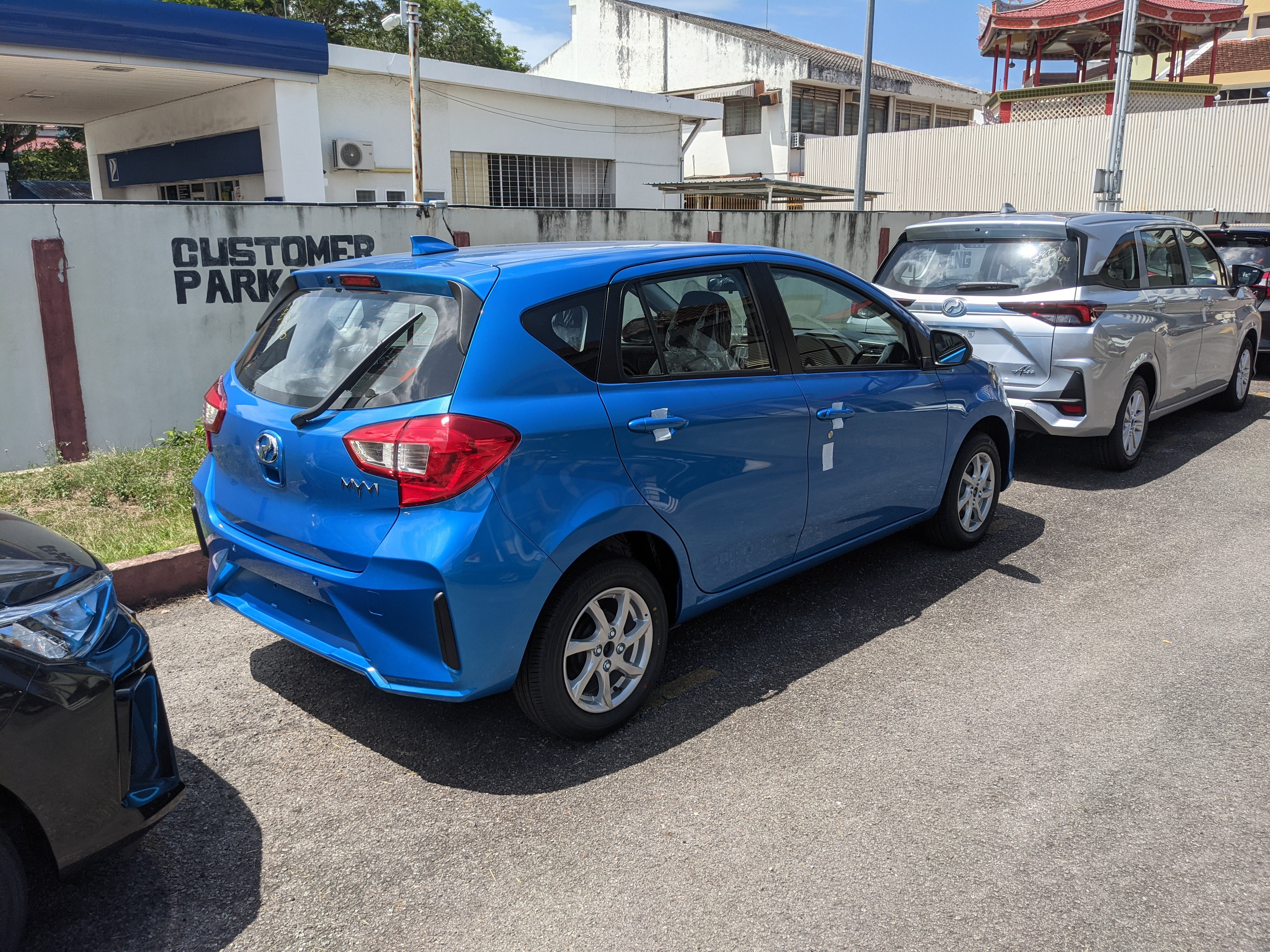
2021 Perodua Myvi 1.3 G
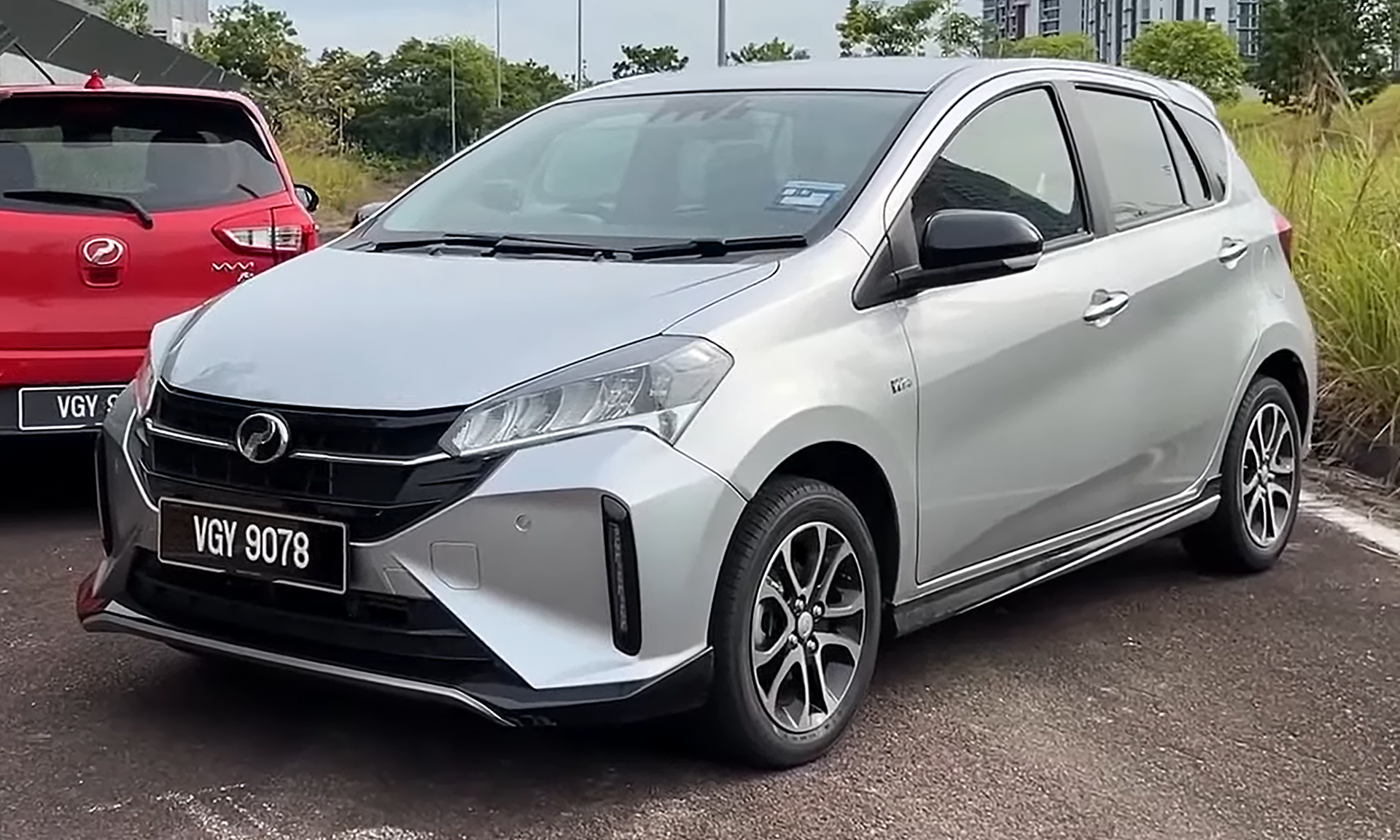
2021 Perodua Myvi 1.5 AV
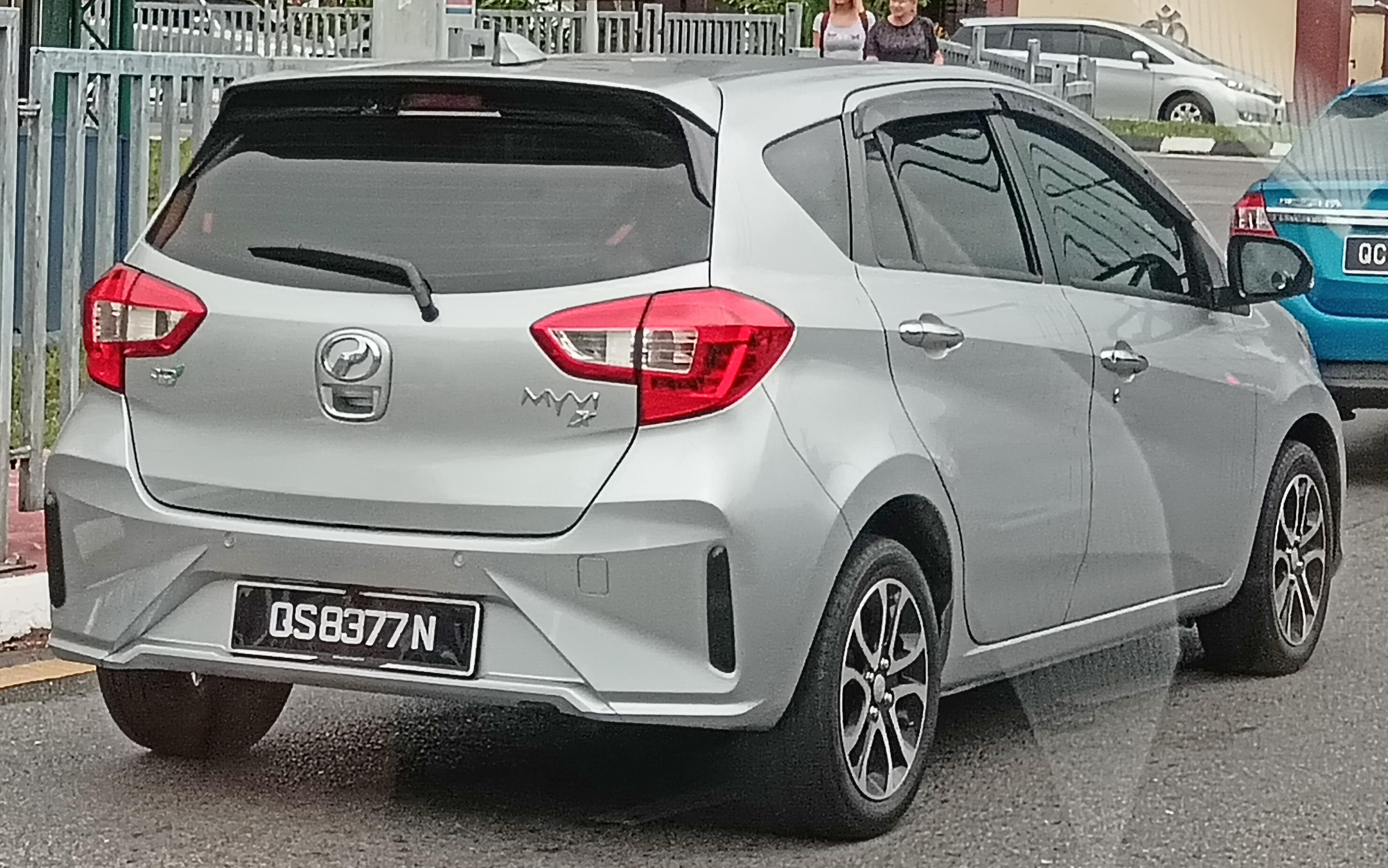
2021 Perodua Myvi 1.5 X
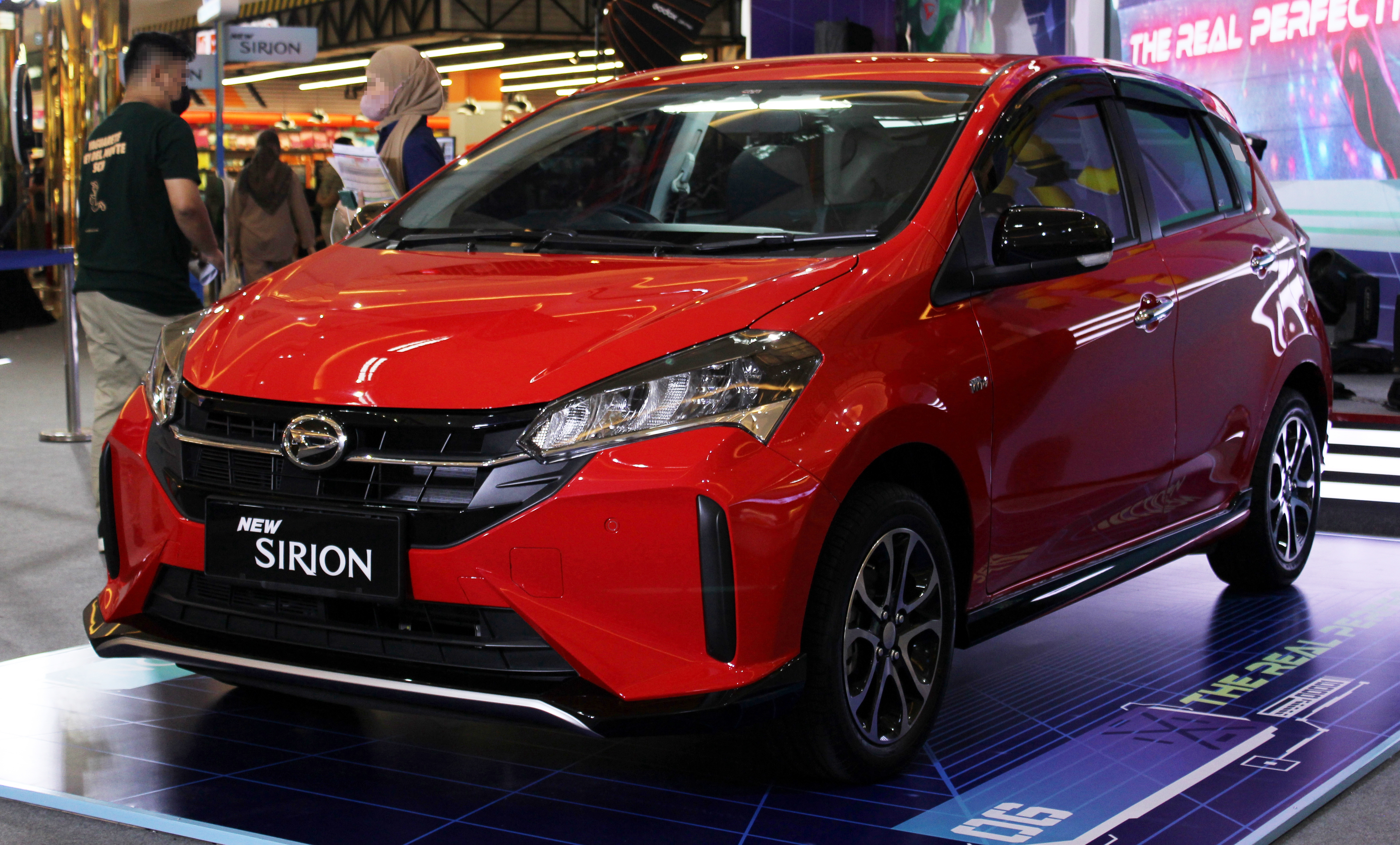
2022 Daihatsu Sirion R в Индонезии
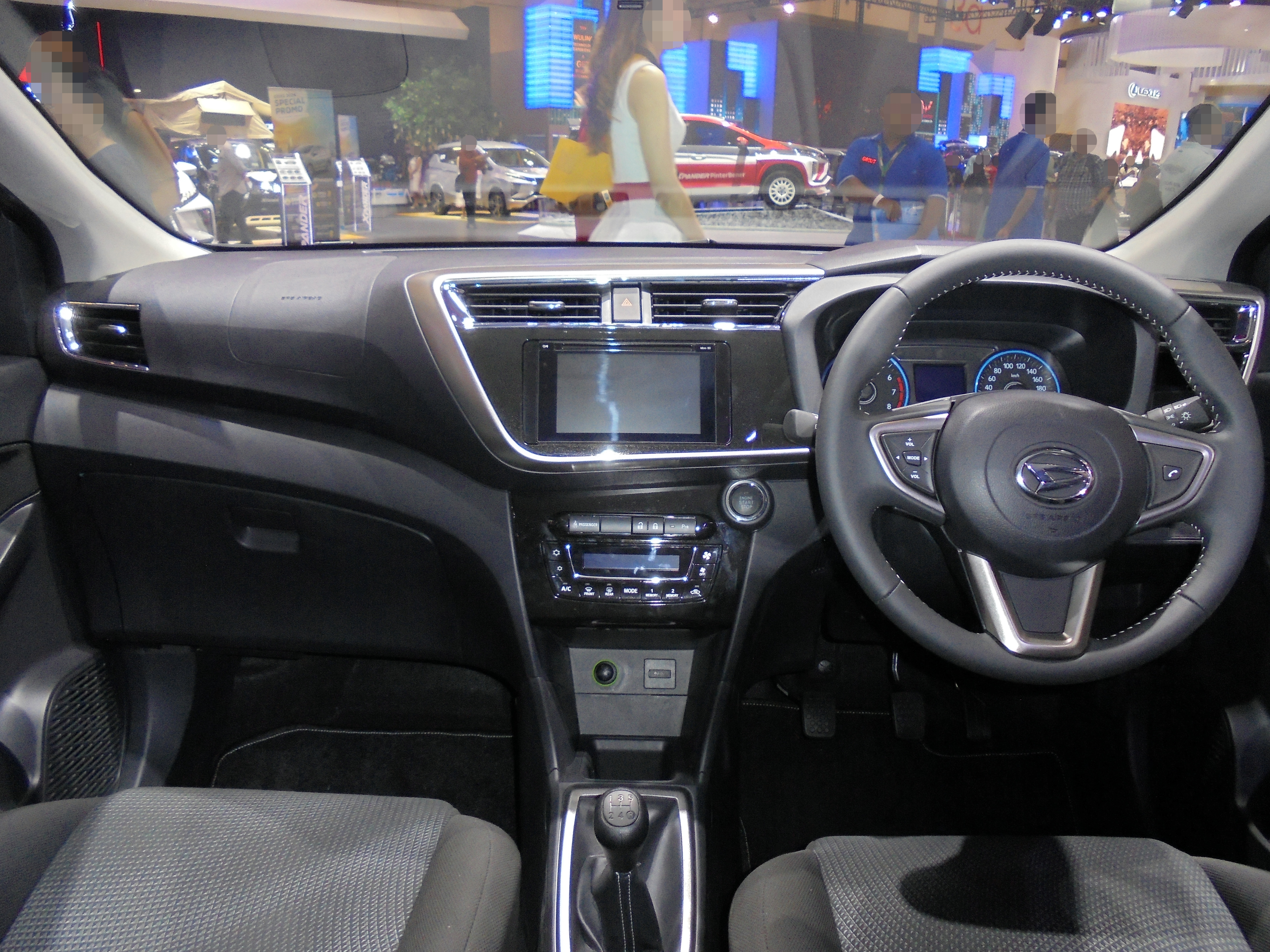
Интерьер

### Безопасность
| Категория транспортного средства                     | Хетчбэк      | Хетчбэк |
| Количество подушек безопасности                      | 4—6          | 4—6     |
| Полная защита                                        | 88.27/100.00 | 5 звёзд |
| Защита взрослых пассажиров                           | 32.71/36.00  | 5 звёзд |
| ---------------------------------------------------- | ------------ | ------- |
| Фронтальный удар                                     | 14.79/16.00  |         |
| Боковой удар                                         | 15.91/16.00  |         |
| Технология защиты головы                             | 2.00/4.00    |         |
| Защита детей                                         | 43.14/49.00  | 5 звёзд |
| Фронтальный удар                                     | 14.79/16.00  |         |
| Боковой удар                                         | 8.00/8.00    |         |
| Система безопасности                                 | 15.00/18.00  | 5 звёзд |
| Эффективное торможение и предотвращение столкновений | 8.00/8.00    |         |
| Напоминания о непристёгнутых ремнях безопасности     | 6.00/6.00    |         |
| Технология слепых зон                                | —            |         |
| Продвинутые системы спутниковой навигации (SAT)      | 1.00/2.00    |         |

| Функции безопасности          | Функции безопасности | Функции безопасности | Функции безопасности           | Функции безопасности           | Функции безопасности   | Функции безопасности   | Функции безопасности           | Функции безопасности           |
| Годы производства             | 2018—2021            | 2018—2021            | 2018—2021                      | 2018—2021                      | 2021 — настоящее время | 2021 — настоящее время | 2021 — настоящее время         | 2021 — настоящее время         |
| Вариант                       | Standard G           | Premium X            | High                           | Advance                        | Standard G             | Premium X              | High                           | Advance                        |
| ----------------------------- | -------------------- | -------------------- | ------------------------------ | ------------------------------ | ---------------------- | ---------------------- | ------------------------------ | ------------------------------ |
| Рынок                         | Малайзия             | Малайзия             | Малайзия                       | Малайзия                       | Малайзия               | Малайзия               | Малайзия                       | Малайзия                       |
| ABS + EBD + BA                | ✔                    | ✔                    | ✔                              | ✔                              | ✔                      | ✔                      | ✔                              | ✔                              |
| VSC + TRC                     | ✔                    | ✔                    | ✔                              | ✔                              | ✔                      | ✔                      | ✔                              | ✔                              |
| Advance Safety Assist (A.S.A) | ✘                    | ✘                    | ✘                              | ✔                              | Опционально            | ✔                      | ✔                              | ✔                              |
| Подушки безопасности          | 4 (спереди, сбоку)   | 4 (спереди, сбоку)   | 6 (спереди, сбоку, на шторках) | 6 (спереди, сбоку, на шторках) | 4 (спереди, сбоку)     | 4 (спереди, сбоку)     | 6 (спереди, сбоку, на шторках) | 6 (спереди, сбоку, на шторках) |

## Продажи
| Год  | Малайзия |
| ---- | -------- |
| 2005 | 34,050   |
| 2006 | 80,322   |
| 2007 | 84,709   |
| 2008 | 88,219   |
| 2009 | 90,594   |
| 2010 | 77,652   |
| 2011 | 81,897   |
| 2012 | 91,085   |
| 2013 | 98,936   |
| 2014 | 82,377   |
| 2015 | 74,227   |
| 2016 | 51,232   |
| 2017 | 55,846   |
| 2018 | 82,121   |
| 2019 | 81,964   |
| 2020 | 66,328   |
| 2021 | 47,520   |
| 2022 | 74,837   |
| 2023 | 71,155   |
| 2024 | 72,214   |